# Lijst van geografische plaatsen in Italië
Hier volgt een alfabetische lijst met geografische plaatsen in Italië, inclusief spellingvarianten. Onder plaatsen kunnen in deze context steden, dorpen (gemeenten), archeologische sites, meren, bergen, rivieren, enzovoorts worden verstaan.
Zie ook:
- Lijst van grote Italiaanse steden

De eerste versie van dit artikel is volledig gebaseerd op een lijst van Max Lambertini.

## A
Abano Terme |
Abbadia Lariana |
Abbadia San Salvatore |
Abbateggio |
Abbiategrasso |
Abetone |
Abriola |
Abruzzo |
Accadia |
Acceglio |
Accettura |
Accumoli |
Acerenza |
Acerno |
Aci Bonaccorsi |
Aci Castello |
Aci Trezza |
Acireale |
Acquafredda |
Acquafredda (Maratea) |
Acqualagna |
Acqualoreto |
Acquapendente |
Acquappesa |
Acquasanta Terme |
Acquasparta |
Acquaviva delle Fonti |
Acquaviva Picena |
Acqui Terme |
Acri |
Acuto |
Adelfia |
Adige |
Adria |
Adriatische Zee |
Agazzano |
Agello |
Agerola |
Agliana |
Agliano |
Aglientu |
Agnone |
Agordo |
Agrate Brianza |
Agrate Conturbia |
Agrigento (provincie) |
Agrigento (stad) |
Agropoli |
Agrustos |
Agugliano |
Aidone |
Ala |
Ala di Stura |
Alagna Valsesia |
Alanno |
Alassio |
Alatri |
Alba |
Alba Adriatica |
Alba di Canazei |
Albano Laziale |
Albareto |
Albavilla |
Albenga |
Alberobello |
Albettone |
Albi |
Albidona |
Albignasego |
Albinia |
Albino |
Albisola Marina |
Albisola Superiore |
Albizzate |
Albosaggia |
Albugnano |
Alcamo |
Aldino |
Alessandria (provincie) |
Alessandria (stad) |
Alessano |
Alesso |
Alezio |
Alfedena |
Alfero |
Alfonsine |
Alghero |
Algua |
Ali' Terme |
Alice Castello |
Alicudi |
Alleghe |
Allein |
Alliste |
Almenno S. Salvatore |
Alpe Di Siusi |
Alpen |
Alseno |
Altamura |
Altare |
Altavilla Milicia |
Altavilla Vicentina |
Alte Di Montecchio Ma |
Altedo |
Altidona |
Altino |
Altipiani Arcinazzo |
Alto |
Altomonte |
Altopascio |
Alviano |
Alvignano |
Alvito |
Alzano Lombardo |
Alzate Brianza |
Amalfi |
Amalfi Praiano |
Amandola |
Amantea |
Amaro |
Amatrice |
Amblar |
Ambra |
Ameglia |
Ameglia Fiumaretta |
Amelia |
Amendolara |
Amola Di Piano |
Amorosi |
Ampezzo |
Anacapri |
Anagni |
Ancarano |
Ancona (provincie) |
Ancona (stad) |
Andalo |
Andora |
Andrano |
Andria |
Andriano |
Anduins |
Anfo |
Angera |
Anghiari |
Angolo Terme |
Angri |
Anguillara Sabazia |
Annone Veneto |
Anterivo |
Anterselva |
Antey-Saint-André |
Antignano |
Antrona Schieranco |
Anzano Del Parco |
Anzio |
Anzio Lavinio |
Anzola dell'Emilia |
Aosta |
Apecchio |
Apiro |
Apollosa |
Appiano Gentile |
Appiano sulla Strada del Vino |
Aprica |
Apricale |
Aprilia |
Apulië |
Aquileia |
Aquino |
Arabba |
Arborea |
Arbus |
Arcene |
Arcevia |
Archi |
Arcidosso |
Arco |
Arcola |
Arcore |
Arcugnano |
Ardea |
Ardenno |
Ardenza |
Ardesio |
Ardore |
Arenzano |
Arese |
Arezzo (provincie) |
Arezzo (stad) |
Argegno |
Argelato |
Argenta |
Argentera |
Ari |
Ariano Irpino |
Ariano nel Polesine |
Ariccia |
Aritzo |
Arluno |
Arma di Taggia |
Armeno |
Arnad |
Arno |
Arola |
Arona |
Arpino |
Arqua' Petrarca |
Arquata del Tronto |
Arrone |
Arsie |
Arsie' |
Arsiero |
Arsita |
Arta Terme |
Artegna |
Artimino Prato |
Artogne |
Artogne Monte Campione |
Arvier |
Arzachena |
Arzachena Costa Smeralda |
Arzana |
Arzignano |
Ascea |
Ascea Marina |
Asciano |
Ascoli Piceno (provincie) |
Ascoli Piceno (stad) |
Ascrea |
Asiago |
Asola |
Asolo |
Aspio Terme |
Assago |
Assago Milan |
Assemini |
Assergi |
Assisi |
Assisi Armenzano |
Asti (provincie) |
Asti (stad) |
Atena Lucana |
Atessa |
Atina |
Atrani |
Atri |
Atripalda |
Attigliano |
Atzara |
Auditore |
Augusta |
Auletta |
Aulla |
Aurano |
Auronzo di Cadore |
Austis |
Avegno |
Avelengo |
Avella |
Avellino (provincie) |
Avellino (stad) |
Avenza |
Aversa |
Avezzano |
Aviano |
Aviatico |
Avigliana |
Avigliano |
Avigliano Umbro |
Avio |
Avise |
Avise Runaz |
Avola |
Avolasca |
Ayas |
Ayas Antagnod |
Ayas Champoluc |
Ayas Crest |
Aymavilles |
Azzano Decimo |
Azzano Mella

## B
Baceno |
Bacoli |
Badesi |
Badia |
Badia Calavena |
Badia Polesine |
Badia Prataglia |
Badia Tedalda |
Badolato |
Bagheria |
Bagnacavallo |
Bagnara Calabra |
Bagnaria Arsa |
Bagnasco |
Bagni di Lucca |
Bagni di Tivoli |
Bagno a Ripoli |
Bagno di Romagna |
Bagno Ripoli |
Bagnoli Irpino |
Bagnolo |
Bagnolo Piemonte |
Bagnolo San Vito |
Bagnone |
Bagnore |
Bagnoregio |
Bagolino |
Baia Domizia |
Baia Sardinia |
Baiardo |
Baiso |
Baja Sardinia |
Balbano |
Balestrate |
Balestrino |
Ballabio |
Balme |
Balsorano |
Balze |
Banchette |
Baone |
Baragazza |
Baranello |
Barano d'ischia |
Barano Ischia |
Barasso |
Barbarano Vicentino |
Barbarasco |
Barbaresco |
Barberino di Mugello |
Barberino Mugello |
Barberino Val d'elsa |
Barbiano |
Barcellona Pozzo di Gotto |
Barchi |
Barcis |
Bardi |
Bardineto |
Bardolino |
Bardonecchia |
Bareggio |
Barga |
Barga Castelvecchio Pascoli |
Barge |
Bari (provincie) |
Bari (stad) |
Bari Monopoli |
Bari Palese |
Bari Sardo |
Barigazzo |
Barisardo |
Barletta |
Barletta-Andria-Trani |
Barni |
Barolo |
Barrea |
Barzago |
Barzano' |
Barzio |
Baschi |
Baselga di Pinè |
Baselga di Pine' |
Baselga Pine |
Basiano |
Basiglio |
Basilicata |
Bassano del Grappa |
Bastia Mondovì |
Bastia Umbra |
Bastiglia |
Battaglia Terme |
Battipaglia |
Baunei |
Baveno |
Bazzano |
Bedollo |
Bedollo Brusago |
Bedonia |
Bee |
Beinette |
Belcastro |
Belforte del Chienti |
Belgioioso |
Belgirate |
Belgirate Lago Maggiore |
Bellagio |
Bellamonte |
Bellano |
Bellaria |
Bellaria Igea Marina |
Bellariva |
Bellona |
Belluno (provincie) |
Belluno (stad) |
Belpasso |
Belvedere di Tezze |
Belvedere M Cosenza |
Belvedere Marittimo |
Belvedere Ostrense |
Belvì |
Bene Vagienna |
Benetutti |
Benevento (provincie) |
Benevento (stad) |
Bentivoglio |
Berbenno |
Berbenno Valtellina |
Berbiano |
Berceto |
Berchidda |
Bereguardo |
Bereguardo Zelata |
Bergamasco |
Bergamo (provincie) |
Bergamo (stad) |
Bergantino |
Bergeggi |
Bernalda |
Bernate Ticino |
Bersone |
Bertinoro |
Berzo Demo |
Besenello |
Besozzo |
Bettola |
Bettolle |
Bettona |
Bevagna |
Bezzecca |
Biadene |
Bianco |
Biandronno |
Bianzano |
Bianzone |
Bibbiano |
Bibbiena |
Bibbona |
Bibiana |
Bibione |
Biccari |
Biella (provincie) |
Biella (stad) |
Binago |
Binasco |
Milan |
Bionaz |
Bionaz Lexert |
Bione |
Bisceglie |
Biseglie |
Bisegna |
Bisenti |
Bitonto |
Bivigliano |
Bizzarone |
Bleggio Inferiore |
Bleggio Superiore |
Blera |
Boara Pisani |
Bobbiaco |
Bobbio |
Bocale Secondo |
Bocca di Magra |
Bocenago |
Boffalora Ticino |
Bogliasco |
Bognanco |
Boiss.o |
Boissano |
Bojano |
Bolano |
Bolbeno |
Bollate |
Bologna (provincie) |
Bologna (stad) |
Bologne |
Bolognetta |
Bolognola |
Bolotana |
Bolsena |
Bozen (stad) |
Bolzano (luchthaven) |
Bolzano (provincie) |
Bolzano Vicentino |
Bomarzo |
Bomba |
Bonassola |
Boncore |
Bondeno |
Bondo |
Bondone |
Bonifati |
Bono |
Borbona |
Borca di Cadore |
Bordano |
Bordighera |
Bordighera Alta |
Bore |
Borgaro |
Borgaro Torinese |
Borgetto |
Borghetto all' Adige |
Borghetto Arroscia |
Borghetto d'arroscia |
Borghetto di Borbera |
Borghetto di Vara |
Borghetto Santo Spirito |
Borgia |
Borgio Verezzi |
Borgo a Mozzano |
Borgo Mozzano |
Borgo Pace |
Borgo Priolo Casa Baracca |
Borgo San Dalmazzo |
Borgo San Lorenzo |
Borgo Ticino |
Borgo Val di Taro |
Borgo Valsugana |
Borgoforte |
Borgomanero |
Borgomaro |
Borgonovo Val Tidone |
Borgosatollo |
Borgosesia |
Bormio |
Borno |
Borore |
Borrello |
Borso del Grappa |
Bortigiadas |
Bosa |
Bosa Marina |
Boschi di Bardone |
Bosco Marengo |
Bosco Chiesanuova |
Bosco di Corniglio |
Boscochies.uova |
Boscoreale |
Boscotrecase |
Bosentino |
Bossico |
Bossolasco |
Botricello |
Bottanuco |
Bova |
Bovalino Marina |
Bovegno |
Boves |
Bovezzo |
Boville Ernica |
Bovino |
Bovo Marina |
Bovolenta |
Bovolone |
Bozen |
Bozzolo |
Bra |
Bracciano |
Braies |
Brallo Di Pregola |
Brancaleone |
Branzi |
Breganze |
Bregnano |
Breguzzo |
Brembate |
Brendola |
Brennero |
Breno |
Brentino Belluno |
Brentino Belluno Rivalta |
Brentonico |
Brenzone |
Brescello |
Brescia (provincie) |
Brescia (stad) |
Bresimo |
Bress.one |
Bressanone |
Bresso |
Breuil |
Breuil-Cervinia |
Brez |
Brezzo di Bedero |
Briaglia |
Briatico |
Bricherasio |
Briga Novarese |
Brindisi (provincie) |
Brindisi (stad) |
Brindisi Montagna |
Brisighella |
Brissogne |
Brixen Bressanon |
Broccostella |
Brogliano |
Brolo |
Broni |
Bronte |
Bronzolo |
Brosso |
Brugherio |
Brugnato |
Brugnera |
Brunate |
Brunello |
Brunico |
Bruno |
Brusago |
Brusimpiano |
Brusson |
Buccheri |
Bucchianico |
Bucine |
Budduso' |
Budoia |
Budoni |
Budrio |
Bufera |
Buggiano |
Bulciago |
Buonalbergo |
Buonconvento |
Burago di Molgora |
Burgos |
Burolo |
Busana |
Busca |
Buscate |
Buscemi |
Buseto Palazzolo |
Buseto Palizzolo |
Busnago |
Busseto |
Bussolengo |
Bussoleno |
Busto Arsizio |
Buti |
Buttapietra |
Buttigliera d'Asti |
Buttrio

## C
C.di Pietra Salgareda |
Ca' De' Fabbri |
Cabella Ligure |
Cabiate |
Cabras |
Caccamo |
Cadelbosco di Sotto |
Cadeo |
Caderzone |
Cadrezzate |
Caerano di San Marco |
Caerano San Marco |
Cagli |
Cagliari (provincie) |
Cagliari (stad) |
Caglio |
Cagnano Amiterno Sala |
Cagno |
Caianello |
Caines |
Cairo Montenotte |
Caivano |
Cala di Volpe |
Cala Gonone |
Calabria |
Calalzo di Cadore |
Calamandrana |
Calangianus |
Calasetta |
Calatabiano |
Calatafimi |
Calavino |
Calcara |
Calceranica al Lago |
Calci |
Calciano |
Calcinaia |
Calcinato |
Calcinelli |
Caldaro Strada Vino |
Caldaro sulla Strada del Vino |
Caldarola |
Calderara di Reno |
Calderino |
Caldes |
Caldes Tozzaga |
Caldiero |
Caldirola |
Caldogno |
Caldonazzo |
Calenzano |
Calestano |
Calice Cornoviglio Santa Maria |
Calitri |
Calizzano |
Calliano (Aste) |
Calliano (Trente) |
Calopezzati |
Calosso |
Caltagirone |
Caltanissetta (provincie) |
Caltanissetta (stad) |
Caltignaga |
Caluso |
Calvagese della Riviera |
Calvi Umbria |
Calvizzano |
Calzignago Terme |
Camaiore |
Camaiore Lido |
Camaldoli |
Camastra |
Camerano |
Camerino |
Camerota |
Camigliatello |
Camin |
Cammarata |
Camogli |
Campagna |
Campagna Lupia |
Campagnano |
Campagnano di Roma |
Campagnatico |
Campagnola Emilia |
Campello sul Clitunno |
Campertogno |
Campi Bisenzio |
Campiglia Marittima |
Campiglia Marittima Venturina |
Campitello di Fassa |
Campli |
Campo Calabro |
Campo di Giove |
Campo di Trens |
Campo Ligure |
Campo nell'Elba |
Campo Tures |
Campobasso (provincie) |
Campobasso (stad) |
Campocatino |
Campodenno |
Campodolcino |
Campodonico |
Campofelice Roccella |
Campogalliano |
Campogalliano Modena |
Campolieto |
Campolongo sul Brenta |
Campomarino |
Campora San Giovanni |
Camporgiano |
Camporosso |
Camporosso Valcanale |
Camposampiero |
Camposanto |
Campotosto |
Camucia |
Camugnano |
Canal S.bovo |
Canale |
Canale d'agordo |
Canaro |
Canazei |
Canazei Alba |
Candela |
Candelo |
Canelli |
Caneva |
Canevare |
Canevino |
Canicattì |
Canino |
Cannara |
Cannero Riviera |
Cannigione |
Cannobio |
Canosa di Puglia |
Canosio |
Canossa |
Canove di Roana |
Cantagallo |
Cantalupo in Sabina |
Cantalupo Ligure |
Cantello |
Cantiano |
Cantoira |
Cantù |
Canzano |
Canzo |
Caoria |
Caorle |
Caorso |
Capaccio |
Capaci |
Capalbio |
Capalle |
Capannori |
Capena |
Capitello |
Capitignano |
Capo d'Orlando |
Capo di Ponte |
Capo Orlando |
Capo Vaticano S Maria Di Rica |
Capocolle |
Capodimonte |
Capodrise |
Capoliveri |
Capolona |
Caponago |
Caporciano |
Caposele |
Capoterra |
Capovalle |
Cappadocia |
Capracotta |
Capraia E Limite |
Capraia Isola |
Capraia Limite sull'Arno |
Capranica |
Caprarola |
Caprese Michelangelo |
Capri |
Capri Anacapri |
Capri Island |
Capriana |
Capriate San Gervasio |
Capriglia Irpina |
Capriglio |
Caprile |
Caprino Bergamasco |
Caprino Veronese |
Capriolo |
Capua |
Capurso |
Caraglio |
Caramagna Piemonte |
Caramanico Terme |
Carano |
Carate Brianza |
Carate Urio |
Carbonara al Ticino |
Carbonara di Po |
Carbonare di Folgaria |
Carbonate |
Carbonia |
Carbonia-Iglesias |
Carcoforo |
Cardano al Campo |
Cardedu |
Careggine |
Cariati |
Carimate |
Carini |
Carisio |
Carisolo |
Carlentini |
Carloforte |
Carlopoli |
Carmagnola |
Carmignano |
Carmignano Artimino |
Carmignano di Brenta |
Carnia |
Carona |
Caronia |
Carovigno |
Carpaneto Piacentino |
Carpegna |
Carpi |
Carpiano |
Carpignano Salentino |
Carpinelli |
Carpineti |
Carpino |
Carrara |
Carrè |
Carro |
Carrodano |
Carsoli |
Cartoceto |
Carugate |
Carunchio |
Carvico |
Cas.ova Lerrone |
Casacalenda |
Casagiove |
Casal Borsetti |
Casal Velino |
Casalbeltrame |
Casalbordino |
Casalbordino Lido |
Casale Corte Cerro |
Casale Cremasco Vid. |
Casale Marittimo |
Casale Monferrato |
Casale sul Sile |
Casalecchio di Reno |
Casalmaggiore |
Casalnuovo di Napoli |
Casalpusterlengo |
Casalvelino |
Casamari |
Casamassima |
Casamicciola Terme |
Casapulla |
Casarano |
Casargo |
Casarile |
Casarsa Delizia |
Casarza della Delizia |
Casarza Ligure |
Casatenovo |
Cascia |
Casciana Terme |
Casciano |
Cascina |
Casei Gerola |
Casella |
Caselle Sommacampagna |
Caselle Torinese |
Caserta (provincie) |
Caserta (stad)|
Caserta Capodrise |
Casier |
Casignana |
Casina |
Casinalbo |
Casola in Lunigiana |
Casola Valsenio |
Casole Bruzio |
Casole d'Elsa |
Casole Elsa |
Caspoggio |
Cass.o Murge |
Cass.o Spinola |
Cass.o Valcuvia |
Cassacco |
Cassano allo Ionio |
Cassano d'Adda |
Cassano delle Murge |
Cassano Magnago |
Cassano Spinola |
Cassina de'Pecchi |
Cassina Valsassina |
Cassinasco |
Cassino |
Cassola |
Cassone |
Castagneto Carducci |
Castagneto Carducci Donoratico |
Castagnetto Carducci |
Castana |
Casteggio |
Castegnero |
Castel Arquato |
Castel Bolognese |
Castel Condino |
Castel d'Aiano |
Castel d'Ario |
Castel d'azzano |
Castel del Giudice |
Castel del Monte |
Castel del Piano |
Castel del Rio |
Castel dell' Alpi |
Castel di Casio |
Castel di Lama |
Castel di Sangro |
Castel di Tusa |
Castel Gandolfo |
Castel Goffredo |
Castel Guelfo |
Castel Maggiore |
Castel Piano |
Castel Rigone |
Castel S.Angelo |
Castel S.Giovanni |
Castel S.Pietro |
Castel S.Pietro Terme |
Castel Sant' Angelo |
Castel Vittorio |
Castel Volturno |
Castel. Molina Fiemme |
Castelbello Ciardes |
Castelbuono |
Castelcucco |
Casteldaccia |
Casteldelci |
Casteldelfino |
Castelfidardo |
Castelfiorentino |
Castelforte |
Castelfranci |
Castelfranco Emilia |
Castelfranco Sopra |
Castelfranco Veneto |
Castell'arquato |
Castell'azzara |
Castellabate |
Castellalto |
Castellamare Golfo |
Castellammare di Stabia |
Castellammare Golfo |
Castellammare Stabia |
Castellamonte |
Castellana Grotte |
Castellana Sicula |
Castellaneta |
Castellaneta Marina |
Castellanza |
Castellarano |
Castelleone |
Castelletto Brenzone |
Castelletto d'Orba |
Castelletto Sopra |
Castelletto Ticino |
Castelli |
Castellina Chianti |
Castellina in Chianti |
Castellina Marittima |
Castello d'Agogna |
Castello di Cisterna |
Castello di Fiamme |
Castello di Fiemme |
Castello Serravalle |
Castello Tesino |
Castelluccio Inferiore |
Castelluccio Superiore |
Castelmassa |
Castelmezzano |
Castelmola |
Castelnuovo Berardenga |
Castelnuovo Garfagnana |
Castelnovo del Friuli |
Castelnovo di Sotto |
Castelnovo nei Monti |
Castelnuovo Berardenga |
Castelnuovo Calcea |
Castelnuovo del Garda |
Castelnuovo di Porto |
Castelnuovo don Bosco |
Castelnuovo Garfagnana |
Castelnuovo Magra |
Castelnuovo Rangone |
Castelnuovo Scrivia |
Castelnuovo Val di Cecina |
Castelplanio |
Castelraimondo |
Castelrotto |
Castelsantangelo Nera |
Castelsardo |
Castelvecchio |
Castelvenere |
Castelveterano |
Castelvetrano |
Castelvetro Modena |
Castelvetro Settecani |
Castelvolturno |
Castenaso |
Castenedolo |
Castiadas |
Castiglione Chiavarese |
Castiglioncello |
Castiglione Garfagnana |
Castiglion Fibocchi |
Castiglion Fiorentino |
Castiglioncello |
Castiglione Chiavarese |
Castiglione d'Orcia |
Castiglione del Lago |
Castiglione della Pescaia |
Castiglione Garfagnana |
Castiglione Intelvi |
Castiglione Lago |
Castiglione Marino |
Castiglione Olona |
Castiglione Orcia |
Castiglione Pepoli |
Castiglione Pescaia |
Castiglione Stiviere |
Castiglione Teverina |
Castiglione Tinella |
Castignano |
Castione della Presolana |
Castione Presolana |
Castions di Strada |
Casto |
Castrignano del Capo |
Castro (BG) |
Castro (LE) |
Castro Marina |
Castrocaro Terme |
Castronuovo Sicilia |
Castropignano |
Castrovillari |
Catania (provincie) |
Catania (stad) |
Catania San Giovanni La Punta |
Catanzaro (provincie) |
Catanzaro (stad) |
Catona |
Cattolica |
Caulonia |
Cautano |
Cava de' Tirreni |
Cava dei Tirreni |
Cava Manara |
Cavaglia |
Cavaglia' |
Cavaglietto |
Cavaion Veronese |
Cavalcaselle |
Cavalese |
Cavallino |
Cavareno |
Cavargna |
Cavarzere |
Cavaso del Tomba |
Cavasso Nuovo |
Cavazzale |
Cavazzo Carnico |
Cave |
Cavedago |
Cavernago |
Cavi |
Caviola |
Cavizzana |
Cavo |
Cavoli |
Cavour |
Cavriago |
Cavriana |
Cavriglia |
Cazzago San Martino |
Ceccano |
Cecina |
Cecina Mare |
Cefalù |
Ceglie Messapica |
Ceglie Messapico |
Celano |
Celico |
Cella Monte |
Celle Ligure |
Cellino Attanasio |
Cellio |
Cembra |
Cencenighe Agordino |
Centa San Nicolo' |
Centa S.nicolo' |
Centallo |
Cento |
Centobuchi |
Centola |
Centola Palinuro |
Centuripe |
Cepagatti |
Ceppo Morelli |
Ceprano |
Cerageto |
Cercemaggiore |
Cerchiara Calabra |
Cerda |
Cerea |
Ceres |
Ceresara |
Ceresole Alba |
Ceresole Reale |
Ceriale |
Cerignale |
Cerignola |
Cermenate |
Cermes |
Cerna |
Cernobbio |
Cernusco Lombardone |
Cernusco sul Naviglio |
Cerredolo |
Cerreto di Spoleto |
Cerreto Guidi |
Cerreto Sannita |
Cerro Veronese |
Certaldo |
Certosa di Pavia |
Cervarezza |
Cervasca |
Cervatto |
Cervere |
Cervesina |
Cerveteri |
Cervia |
Cervia Milano Marittima |
Cervignano d'adda |
Cervignano Friuli |
Cervo |
Ces.a Torinese |
Cesana Torinese |
Cesano Boscone |
Cesano Maderno |
Cesaro' |
Cesena |
Cesenatico |
Cesio |
Cesiomaggiore |
Cesoria |
Cessalto |
Cessole |
Cesuna |
Cetara |
Ceto |
Cetona |
Cetraro |
Ceva |
Cevo |
Challand S. Anselme |
Challand S. Victor |
Challand St.anselme |
Chamois |
Champdepraz |
Champorcher |
Charvensod |
Chatillon |
Cherasco |
Chialamberto |
Chiampo |
Chianciano Terme |
Chiareggio |
Chiari |
Chiaromonte |
Chiavari |
Chiavenna |
Chiaverano |
Chienes |
Chieri |
Chiesa in Valmalenco |
Chiesa Valmalengo |
Chiesina Uzzanese |
Chieti (provincie) |
Chieti (stad) |
Chieuti |
Chioggia |
Chioggia-sottomarino Lido |
Chiomonte |
Chitignano |
Chiuro |
Chiusa |
Chiusa di Pesio |
Chiusaforte |
Chiusdino |
Chiusi |
Chiusi della Verna |
Chiusi Macciano |
Chiusi Scalo |
Chiusi Stazione |
Chiusi Verna |
Chivasso |
Ciampino |
Cibiana di Cadore |
Ciconicco |
Cigliano |
Cimego |
Cimolais |
Cimone |
Cingoli |
Cinigiano |
Cinisello Balsamo |
Cinisi |
Cinquale |
Cinquecerri |
Cipressa |
Circello |
Cirella |
Ciriè |
Ciro |
Cirò Marina |
Ciro' |
Ciro' Marina |
Cis.o Sul Neva |
Cisano |
Cislago |
Cismon del Grappa |
Cison di Valmarino |
Cissone |
Cisterna d'asti |
Cisterna di Latina |
Cisternino |
Citerna |
Città di Castello |
Città Sant'Angelo |
Città S.Angelo Marina |
Città S.t Angelo |
Città della Pieve |
Città di Castello |
Città S.angelo |
Cittadella |
Cittadella del Capo |
Cittaducale |
Cittareale |
Cittiglio |
Civenna |
Civezzano |
Cividale del Friuli |
Cividale Friuli |
Cividate Camuno |
Civita Antino |
Civita Castellana |
Civitanova Marche |
Civitavecchia |
Civitella Agliano |
Civitella Alfedena |
Civitella Chiana |
Civitella d'Agliano |
Civitella del Lago |
Civitella del Tronto |
Civitella di Romagna |
Civitella Paganico |
Civitella Roveto |
Civitella Tronto |
Civo |
Claino Con Osteno |
Claut |
Clauzetto |
Claviere |
Cles |
Clusone |
Coassolo Torinese |
Coazze |
Coccaglio |
Cocconato |
Cocomaro di Cona |
Codigoro |
Codogno |
Codroipo |
Coggiola |
Cogne |
Cogne Lillaz |
Cognola |
Cogoleto |
Cogollo del Cengio |
Cogolo in Val di Pejo |
Cola' di Lazise |
Colazza |
Colbordolo |
Colere |
Colfiorito |
Coli |
Colico |
Collagna |
Collalto |
Collalto Sabino |
Collazzone |
Colle di Val d'elsa |
Colle Isarco |
Colle Santa Lucia |
Colle Sannita |
Colle S.ta Lucia |
Colle Sannita |
Colle Val d'elsa |
Collecchio |
Colleferro |
Collegiove |
Collegno |
Collepepe |
Collepietro |
Collesanto |
Collesalvetti |
Colli a Volturno |
Colli del Tronto |
Collio |
Colloredo |
Cologna Veneta |
Cologne |
Cologno Monzese |
Cologno Monzese Milan |
Cologno Serio |
Colognola ai Colli |
Colognola Colli |
Colonnella |
Colorno |
Colosseum |
Colzate |
Comacchio |
Comano |
Comeglians |
Comelico Superiore |
Comerio |
Comiso |
Commezzadura |
Como (provincie) |
Como (stad) |
Comomeer |
Compiano |
Comunanza |
Conca dei Marini |
Concei |
Concesio |
Conco |
Concorezzo |
Condino |
Condofuri |
Conegliano |
Confienza |
Conselice |
Conselve |
Consiglio di Rumo |
Contarina |
Contigliano |
Contrada |
Contursi Terme |
Conversano |
Conzano |
Copertino |
Copparo |
Corato |
Corbara |
Corbetta |
Corchiano |
Corciano |
Cordignano |
Coredo |
Coredo Tavon |
Corfinio |
Corfino |
Cori |
Coriano |
Corigliano Calabro |
Corigliano Otranto |
Corinaldo |
Corleone |
Cormons |
Cornaredo |
Cornedo |
Cornedo all'Isarco |
Cornedo Vicentino |
Cornegliano Laudense |
Corniglio |
Corniolo |
Correggio |
Corridonia |
Corropoli |
Corsanico |
Corsico |
Cortaccia Strada del Vino |
Cortaccia Strada Vino |
Cortale |
Cortazzone |
Corte Brugnatella |
Cortebrugnatella |
Cortegno Golgi |
Cortemaggiore |
Cortemilia |
Corteno Golgi |
Cortina d'Ampezzo |
Cortina Strada Vino |
Cortina sulla Strada del Vino |
Cortona |
Cortona Camucia |
Corvara in Badia |
Corvaro |
Corvino San Quirico |
Coseano |
Cosenza (provincie)
Cosenza (stad) |
Cosenza Diamante |
Cosio di Arroscia |
Cosio Valtellino |
Cossato |
Cossignano |
Costa di Serina |
Costa Masnaga |
Costa Valle Imagna |
Costa Volpino |
Costacciaro |
Costermano |
Costigliole d'Asti |
Costigliole Saluzzo |
Costiglione d'Asti |
Cotignola |
Cotronei |
Cotronei Trepido' |
Courmayeur |
Courmayeur Entreves |
Covigliaio |
Crandola Valsassina |
Creazzo |
Crecchio |
Crema |
Cremeno |
Cremolino |
Cremona (provincie) |
Cremona (stad) |
Crescentino |
Crespadoro |
Crespano del Grappa |
Crespellano |
Crevacuore |
Crevalcore |
Crissolo |
Croce di Magara |
Crocefieschi |
Crocetta del Montello |
Crodo |
Cropani |
Crotone (provincie) |
Crotone (stad) |
Cuasso al Monte |
Cuglieri |
Cunardo |
Cuneo (provincie)
Cuneo (stad) |
Cunevo |
Cuorgnè |
Cupra Marittima |
Cupra Montana |
Cupramarittima |
Curon Venosta |
Curtatone |
Cusago |
Cusiano |
Cusio |
Cutigliano |
Cutigliano Melo |
Cutro |
Cutro Steccato |
Cuveglio |
Cuvio

## D
Daiano |
Dalmine |
Danta di Cadore |
Daone |
Darfo Boario Terme |
Dazio |
Decimomannu |
Decollatura |
Dego |
Deiva Marina |
Delebio |
Delianuova |
Demonte |
Denno |
Deruta |
Desenzano del Garda |
Desenzano sul Garda |
Desio |
Desulo |
Diamante |
Diano Castello |
Diano d'Alba |
Diano Marina |
Dimaro |
Dobbiaco |
Dogana - R.s.m. |
Dogana Nuova |
Dogliani |
Dolceacqua |
Dolegna Collio |
Dolo |
Domaso |
Domegge di Cadore |
Domodossola |
Domus de Maria |
Don |
Dongo |
Donnas |
Donnini |
Donoratico |
Dorgali |
Dormelletto |
Dorno |
Dossena |
Doues |
Dovadola |
Dozza |
Dragoni (Campanië) |
Dragoni (Lequile) |
Drapia |
Drena |
Dresano |
Dro |
Dronero |
Druento |
Druogno |
Dugenta |
Duino Aurisina |
Duino Trieste |
Dumenza |
Durazzano

## E
Eboli |
Edolo |
Egna |
Elba |
Elba Campo |
Elba Capolieri |
Elba Capoliveri |
Elba Marciana |
Elba Porto Azzurro |
Elba Rio |
Ellera Umbra |
Emarese |
Emilia - Romagna |
Emilia Romagna |
Empoli |
Endine Gaiano |
Enego |
Enemonzo |
Enna (provincie) |
Enna (stad) |
Entracque |
Entreves |
Equi |
Eraclea |
Eraclea Mare |
Erba |
Erbezzo |
Erbusco |
Erbusco-franciacorta |
Ercolano |
Erice |
Erula |
Es.atoglia |
Esine |
Esino Lario |
Este |
Etna |
Etroubles

## F
Fabbrica Curone |
Fabbriche Vallico |
Fabbrico |
Fabriano |
Fabrica di Roma |
Fabro |
Faedis |
Faedo |
Faedo Masetto |
Faedo Pineta |
Faenza |
Faeto |
Fagagna |
Fagnano Castello |
Fagnano Olona |
Fai della Paganella |
Faicchio |
Falcade |
Falconara |
Falconara Marittima |
Falcone |
Falerna |
Falzes |
Fanano |
Fanna |
Fano |
Fano Adriano |
Fara Filiorum Petri |
Fara Gera d'Adda |
Fara Novarese |
Fara San Martino |
Fara Vicentino |
Farindola |
Farini |
Farra d'Alpago |
Farra d'Isonzo |
Fasano |
Fauglia |
Faver |
Favignana |
Feletto Umberto |
Felina |
Felino |
Fellicarolo |
Feltre |
Fener |
Fenestrelle |
Fenis |
Ferentillo |
Ferentino |
Fermignano |
Fermo (provincie) |
Fermo (stad)
Feronia |
Ferrandina |
Ferrara (provincie) |
Ferrara (stad) |
Ferrara di Monte Baldo |
Ferrara Monte Baldo |
Ferrara Vigarano Mainarda |
Ferrazzano |
Ferriere |
Ferro di Cavallo |
Fertilia |
Fiano Romano |
Fiastra |
Fiave' |
Ficulle |
Fidenza |
Fie allo Sciliar |
Fie' allo Sciliar |
Fiera di Primiero |
Fierozzo |
Fierozzo San Felice |
Fiesole |
Fiesole Firenze |
Fiesso d'Artico |
Figino Serenza |
Figline Valdarno |
Filadelfia |
Filettino |
Filiano |
Filicudi |
Filottrano |
Finale Emilia |
Finale Ligure |
Finale Ligure Marina Pia Borgo |
Fino del Monte |
Fino Mornasco |
Fiorano Modenese |
Fiorenzuola d'Arda |
Firenze (provincie) |
Firenze (stad) |
Firenze Sesto Fiorentino |
Firenzuola |
Firenzuola Montefreddi |
Firenzuola Passo Futa |
Fisciano |
Fiuggi |
Fiuggi Fonte |
Fiumalbo |
Fiumaretta |
Fiume Veneto |
Fiumefreddo Bruzio |
Fiumefreddo Sicilia |
Fiumetto |
Fiumicello |
Fiumicino |
Fiuminata |
Fivizzano |
Florence (provincie) |
Florence (stad) |
Floridia |
Flumeri |
Fluminimaggiore |
Flussio |
Focette |
Foggia (provincie) |
Foggia (stad) |
Fogliano Redipuglia |
Foiano Chiana |
Foiano della Chiana |
Folgaria |
Folignano |
Foligno |
Follina |
Follina Treviso |
Follo |
Follonica |
Fondo |
Fonni |
Fontanelice |
Fontanellato |
Fontanelle di Conco |
Fontanetto Po |
Fontanigorda |
Fontaniva |
Fonteblanda |
Fontecchio |
Fonteno |
Fontevivo |
Fonzaso |
Foppolo |
Forano |
Force |
Forenza |
Foria d'Ischia |
Forio |
Forio Ischia |
Forlì |
Forlì-Cesena |
Forlimpopoli |
Formazza |
Formia |
Formigine |
Formigliana |
Fornace |
Fornaci di Barga |
Forni Avoltri |
Forni di Sopra |
Forni di Sotto |
Forno di Zoldo |
Fornoli |
Fornovo di Taro |
Forte dei Marmi |
Forte di Bibbona |
Fortedeimarmi |
Fortezza |
Fortunago |
Forza d'Agro' |
Fosciandora |
Fosdinovo |
Fossacesia |
Fossalon |
Fossano |
Fossato Di Vico |
Fosse |
Fossombrone |
Foza |
Frabosa Soprana |
Frabosa Sottana |
Fraconalto |
Framura Costa |
Francavilla al Mare |
Francavilla di Sicilia |
Francavilla Fontana |
Francavilla in Sinni |
Francavilla Sicilia |
Frascati |
Frascineto |
Frassilongo |
Frassino |
Frassinoro |
Fratta Polesine |
Fratta Terme |
Fratta Todina |
Frattamaggiore |
Frattocchie |
Fregene |
Fregona |
Frigento |
Frisanco |
Frontone (Marken) |
Frontone (Piëmont) |
Frosinone (provincie) |
Frosinone (stad) |
Fubine |
Fucecchio |
Fucine di Ossana |
Fuipiano VallImagna |
Fumane |
Funes |
Furci Siculo |
Furnari |
Furore |
Fuscaldo |
Fusignano

## G
Gabicce Mare |
Gaby |
Gaeta |
Gaggio Montano |
Gaglianico |
Gagliano del Capo |
Gaiole in Chianti |
Gais |
Galati Mamertino |
Galatina |
Galatone |
Galbiate |
Gallarate |
Galliate |
Gallicano |
Gallico Marina |
Galliera |
Gallinaro |
Gallio |
Gallipoli |
Galluzzo |
Galzignago Terme |
Galzignano Terme |
Gambassi Terme |
Gambatesa |
Gamberale |
Gangi |
Garaguso |
Garbagnate Milanese |
Garda |
Gardameer |
Gardolo |
Gardone Riviera |
Gardone Val Trompia |
Garessio |
Garga |
Gargagno |
Gargazzone |
Gargnano |
Garlasco |
Garlate |
Garlenda |
Garniga |
Gasperina |
Gassino Torinese |
Gattatico |
Gatteo a Mare |
Gattico |
Gattinara |
Gavardo |
Gaverina Terme |
Gaverina Terme Fonti |
Gavi |
Gavinana |
Gavirate |
Gavoi |
Gavorrano |
Gazzada Schianno |
Gazzaniga |
Gazzano |
Gela |
Gemmano |
Gemona del Friuli |
Gemonio |
Genazzano |
Genga |
Genua (provincie)
Genua (stad) |
Genova Nervi |
Genova Pegli |
Genzano di Lucania |
Genzano di Roma |
Geraci Siculo |
Gerenzano |
Gerfalco |
Germagnano |
Gerola Alta |
Gessate |
Gesualdo |
Ghedi |
Ghemme |
Ghiffa |
Ghilarza |
Giano dell'Umbria |
Giardini Naxos |
Giarre |
Giaveno |
Giavera del Montello |
Giba |
Giffoni Valle Piana |
Giglio |
Giglio Campese |
Gignese |
Gignod |
Ginosa |
Gioia dei Marsi |
Gioia del Colle |
Gioia Tauro |
Gioiosa Jonica |
Gioiosa Marea |
Giove |
Giovinazzo |
Giovo Verla |
Girasole |
Gissi |
Giugliano in Campania |
Giulianova |
Giulianova Lido |
Giuncugnano |
Giussago |
Giustino |
Gizzeria |
Glorenza |
Goa |
Godiasco |
Godrano |
Golfo Aranci |
Gonars |
Gonzaga |
Gorfigliano |
Gorgo al Monticano |
Gorgonzola |
Goricizza E Pozzo |
Gorigliano Calabro |
Gorizia (provincie) |
Gorizia (stad) |
Gorla Maggiore |
Gorreto |
Gosaldo |
Gottolengo |
Gozzano |
Gradara |
Gradisca d'Isonzo |
Grado |
Grado Gorizia |
Gradoli |
Graglia |
Gragnano |
Gramolazzo |
Granarolo Emilia |
Grandola ed Uniti |
Gratteri |
Gravedona |
Gravellona Toce |
Gravina di Catania |
Grazzano Badoglio |
Greccio |
Gremiasco |
Gress.pila |
Gressan |
Gressoney La Trinite |
Gressoney La Trinite' |
Gressoney Saint Jean |
Greve in Chianti |
Grezzana |
Griante |
Grignasco |
Grigno |
Grizzana |
Grizzana Morandi |
Gromo |
Gromo Spiazzi |
Grone |
Gropello Cairoli |
Groppallo |
Gropparello |
Groscavallo |
Grosio |
Grosetto (provincie) |
Grosseto (stad) |
Grosseto Rispescia |
Grottaferrata |
Grottaglie |
Grottaminarda |
Grottammare |
Grotte di Castro |
Grotteria |
Grugliasco |
Grumello del Monte |
Grumento Nova |
Grumolo Abbadesse |
Gualdo Cattaneo |
Gualdo Tadino |
Gualtieri |
Guanzate |
Guarcino |
Guardavalle |
Guardea |
Guardia Piemontese Mar |
Guardia Piemontese |
Guardiagrele |
Guardistallo |
Guarene |
Guastalla |
Gubbio |
Guglionesi |
Guidonia Montecelio |
Guiglia |
Gussago |
Gussola

## H
Herculaneum

## I
Idro |
Iesolo |
Igea Marina |
Iglesias |
Imer |
Imola |
Imperia (provincie) |
Imperia (stad) |
Impruneta |
Impruneta Florence |
Incisa In Val D'arno |
Incisa Val D'arno |
Induno Olona |
Ingurtosu |
Intros |
Inverigo |
Inveruno |
Invorio |
Ionische Zee |
Irgoli |
Irsina |
Isca Marina |
Isca sullo Ionio |
Ischia |
Ischia di Castro |
Ischia Porto |
Ischiatella |
Ischitella |
Iseo |
Isernia (provincie) |
Isernia (stad) |
Isili |
Isle Of Elba |
Isnello |
Isola Capo Rizzuto |
Isola d'Asti |
Isola del Giglio |
Isola del Liri |
Isola della Scala |
Isola delle Femmine |
Isola di Capo Rizzuto |
Isola di Capraia |
Isola Elba Campo |
Isola Elba Capoliveri |
Isola Elba Marciana |
Isola Elba Marciana Marina |
Isola Elba Porto Azzurro |
Isola Elba Portoferraio |
Isola Elba Rio |
Isola Elba Rio Marina |
Isola Giglio Campese |
Isola Gr.sasso |
Isola Gran Sasso Italia |
Isola Piano |
Isola San Giulio |
Isole Egadi Levanzo |
Isole Tremiti |
Ispani |
Ispica |
Ispra |
Issogne |
Istrana |
Italt |
Itay |
Itri |
Ittiri |
Ivrea

## J
Jelsi |
Jerzu |
Jesi |
Jesolo |
Jesolo Lido

## L
L'Aquila (provincie) |
L'Aquila (stad) |
La Caletta |
La Maddalena |
La Magdeleine |
La Morra |
La Salle |
La Santona |
La Secca |
La Spezia (provincie) |
La Spezia (stad) |
La Thauile |
La Thuile |
La Valle |
Labro |
Lacco Ameno |
Laces |
Ladispoli |
Laglio |
Lago di Como |
Lago Maggiore |
Lago Patria |
Lagonegro |
Lagundo |
Laigueglia |
Lainate |
Laion |
Laives |
Lama Mocogno |
Lamezia Terme |
Lamezia Terme Falerna Lido |
Lamon |
Lampedusa |
Lampedusa e Linosa |
Lamporecchio |
Lana |
Lanciano |
Langhirano |
Lanusei |
Lanuvio |
Lanzada |
Lanzo d'Intelvi |
Lanzo Torinese |
Larciano |
Lardaro |
Lari Perignano |
Lariano |
Larino |
Lasa |
Lasino |
Lastebasse |
Lastra Signa |
Latera |
Laterina |
Latina (provincie) |
Latina (stad) |
Latisana |
Latronico |
Laurenzana |
Lauria |
Laurino |
Lauson |
Lavagna |
Lavagna Cavi |
Lavarone |
Lavello |
Lavena Ponte Tresa |
Laveno Mombello |
Laveno Monbello |
Lavis |
Lazio |
Lazise |
Le Regine |
Lecce (provincie) |
Lecce (stad) |
Lecce Galatina |
Lecce Gallipoli |
Lecco (provincie) |
Lecco (stad) |
Leffe |
Leggiuno |
Legnago |
Legnano |
Legnaro |
Leinì |
Lemie |
Leni |
Lenno |
Leno |
Lentate sul Seveso |
Lentella |
Lentiai |
Lentiaj |
Leonessa |
Leporano |
Lerici |
Lerici San Terenzio |
Lerici Tellaro |
Lerma |
Lesa |
Lesegno |
Lesegno Gatta Stazione |
Lesina |
Letino |
Letojanni |
Lettere |
Levada Ponte di Piave |
Levanto |
Levanzo |
Levico Terme |
Levico Terme Campiello |
Lezzeno |
Licata |
Licciana Nardi |
Lido |
Lido degli Estensi |
Lido di Camaiore |
Lido di Classe |
Lido di Jesolo |
Lido di Ostia |
Lido di Savio |
Lido di Tarquinia |
Lido di Venezia |
Lido Jesolo |
Lido Sottomarina |
Lierna |
Lignano Pineta |
Lignano Sabbiadoro |
Lignano Sabbiadoro Riviera |
Ligonchio |
Ligosullo |
Lillianes |
Limana |
Limbardia |
Limbiate |
Limena |
Limone Piemonte |
Limone sul Garda |
Linguaglossa |
Linone sul Garda |
Linosa |
Lioni |
Lipari |
Lipari Vulcano |
Lipomo |
Liscate |
Lisciano Niccone |
Lisio |
Lissone |
Livigno |
Livinallongo C.d.lana |
Livinallongo Col di Lana |
Livo |
Livo |
Livo Scanna |
Livorno (provincie) |
Livorno (stad) |
Livorno Ferraris |
Lizzano Belvedere |
Lizzano in Belvedere |
Loano |
Locate di Triulzi |
Locorotondo |
Locri |
Lodi (provincie)
Lodi (stad) |
Lodi Vecchio |
Lodrone |
Loiano |
Loiri |
Loiri Porto San Paolo |
Lomaso |
Lombardia |
Lombardy |
Lona Lases |
Lonate Pozzolo |
Lonato |
Longa |
Longare |
Longarone |
Lonigo |
Loranzè |
Lorenzago di Cadore |
Lorenzana |
Loreo |
Loreto |
Loreto Aprutino |
Lorica |
Lorica di Pedace |
Loro Ciuffenna |
Loro Piceno |
Lotzorai |
Lovere |
Lozio |
Lozzo di Cadore |
Lu Bagnu |
Lucca (provincie) |
Lucca (stad) |
Lucera |
Lucignano |
Lucignano d'Arbia |
Luco dei Marsi |
Lucoli |
Lucugnano |
Lugagnano Val d'Arda |
Lugnano in Teverina |
Lugnano Teverina |
Lugo |
Luino |
Lumezzane |
Lunata |
Lungro |
Lurago d'Erba |
Lurano |
Luserna |
Luserna San Giovanni |
Lusernetta |
Lusiana |
Luson |
Lusurasco |
Luzzara

## M
Maccagno |
Macchia Valfortore |
Macerata (provincie) |
Macerata (stad) |
Macerata Feltria |
Macomer |
Macugnaga |
Madesimo |
Madesino |
Madonna del Sasso |
Madonna di Campiglio |
Maenza |
Magasa |
Magazzini |
Magenta |
Magione |
Magliano de' Marsi |
Magliano Sabina |
Magliano Toscana Mantiano |
Magliano Toscana Montiano |
Maglie |
Magliolo |
Magnano |
Magnano in Riviera |
Magre' Strada Vino |
Maida |
Maiolati Spontini |
Maiolo |
Maiori |
Maiss.a |
Maissana |
Majano |
Malalbergo |
Malamocco |
Malborghetto Valbrun |
Malborghetto Valbruna |
Malcesine |
Male |
Malè |
Malegno |
Maleo |
Malesco |
Malfa |
Malgrate |
Malles Venosta |
Malo |
Malonno |
Malosco |
Manarola |
Manciano |
Manciano Saturnia |
Mandello del Lario |
Manduria |
Manerba del Garda |
Manfredonia |
Mango |
Mangone |
Maniago |
Manocalzati |
Manoppello |
Mantua (provincie) |
Mantua (stad) |
Manzano |
Maranello |
Marano Equo  |
Marano Principato  |
Marano Lagunare   |
Marano Marchesato   |
Marano di Napoli   |
Marano sul Panaro   |
Marano Ticino   |
Marano di Valpolicella   |
Marano Veneziano   |
Marano Vicentino   |
Maranza |
Maratea |
Marcaria |
Marcelli |
Marchirolo |
Marciana |
Marciana Marina |
Marciano della Chiana |
Marcon |
Marebbe |
Marene |
Maresca |
Marghera |
Margherita di Savoia |
Margno |
Marina d' Ardore |
Marina di Ascea |
Marina di Camerota |
Marina di Carrara |
Marina di Castagneto |
Marina di Ginosa |
Marina di Gioiosa Jonica |
Marina di Grosseto |
Marina di Leuca |
Marina di Massa |
Marina di Minturno |
Marina di Pietrasanta |
Marina di Pisa |
Marina di Ragusa |
Marina di Ravenna |
Marina di Tortora |
Marina di Gioiosa Ionica |
Marina Romea |
Marino |
Marlengo |
Marliana |
Marocco |
Marola |
Marone |
Marostica |
Marotta |
Marradi |
Marroneto |
Marrubiu |
Marsaglia |
Marsala |
Marsciano |
Marsiconuovo |
Marsicovetere |
Martello |
Marter |
Martina Franca |
Martinsicuro |
Martinsicuro Villa Rosa |
Maruggio |
Marzabotto |
Marzamemi |
Marzio |
Marzocca Senigallia |
Mascali |
Mascalucia |
Maser |
Maserno |
Masone |
Massa |
Massa-Carrara |
Massa d'Albe |
Massa Lombarda |
Massa Lubrense |
Massa Marina |
Massa Marittima |
Massa Martana |
Massa Pisana |
Massa Ronchi Poveromo |
Massafra |
Massalubrense |
Massanzago |
Massarosa |
Masserano |
Massignano |
Massimino |
Massino Visconti |
Matelica |
Matera (provincie) |
Matera (stad) |
Materdomini |
Materdomini |
Mattarello |
Mattie |
Mattinata |
Mazara del Vallo |
Mazza Cozzile |
Mazzano |
Mazzarino |
Mazzin |
Meana di Susa |
Mede |
Medeazza |
Medesano |
Medicina |
Medio Campidano
Medolago |
Medole |
Meduna di Livenza |
Meduno |
Meina |
Mel |
Meldola |
Mele |
Melegnano |
Melendugno |
Melfi |
Melilli |
Melito di Napoli |
Melito Porto Salvo |
Melle |
Mello |
Meltina |
Melzo |
Menaggio |
Mendatica |
Mendola |
Menfi |
Mentana |
Meran |
Merano |
Merate |
Mercatale |
Mercatino Conca |
Mercogliano |
Mergozzo |
Merone |
Mesagne |
Mesero |
Mesola |
Messina (provincie)
Messina (stad) |
Mestre |
Mestre Favaro |
Mestriago |
Meta |
Meta di Sorrento |
Metaponto |
Metro (Italië) |
Mezzana |
Mezzana Marilleva |
Mezzane di Sotto |
Mezzano di Primiero |
Mezzenile |
Mezzocorona |
Mezzolago |
Mezzoldo |
Mezzolombardo |
Miazzina |
Micigliano |
Middellandse Zee |
Migliarino Pisano |
Milaan (provincie) |
Milaan (stad) |
Milano |
Milano Due - Segrate |
Milazzo |
Mincio |
Minerbe |
Minerbio |
Minervino di Lecce |
Minori |
Minozzo |
Minturno |
Minucciano |
Mira |
Mira Porte |
Mirabella Eclano |
Miradolo Terme |
Miramare di Rimini |
Mirandola |
Mirano |
Mirto |
Mis.o Adriatico |
Misano Adriatico |
Misano di Gera Adda |
Misano di Gera d'Adda |
Misilmeri |
Missanello |
Misterbianco |
Mistretta |
Misurina |
Modena (provincie) |
Modena (stad) |
Modica |
Modigliana |
Modugno |
Moena |
Moggio Udinese |
Moglia |
Mogliano Veneto |
Moiano |
Moie |
Moio Alcantara |
Mola di Bari |
Molazzana |
Molfetta |
Molina di Ledro |
Molinella |
Molinetto |
Molini di Triora |
Molise (gemeente) |
Moliterno |
Moltrasio |
Molveno |
Mombarcaro |
Mombaruzzo |
Momigno |
Momo |
Momperone |
Monastero Bormida |
Monasterolo Casotto |
Monastier di Treviso |
Moncalieri |
Monchio delle Corti |
Monclassico |
Moncucco Torinese |
Mondavio |
Mondovì |
Mondragone |
Moneglia |
Monfalcone |
Monforte d'Alba |
Monfumo |
Monghidoro |
Monguelfo |
Monguzzo |
Moniga del Garda |
Monleale |
Monno |
Monopoli |
Monopoli Ba |
Monreale |
Monrupino |
Monsampolo del Tronto |
Monsano |
Monselice |
Monsummano Terme |
Monta' |
Montacuto |
Montagna |
Montagna Valtellina |
Montagnana |
Montagne |
Montaione |
Montalbano Elicona |
Montalcino |
Montale |
Montalto delle Marche |
Montalto di Castro |
Montalto Dora |
Montalto Pavese |
Montanare di Cortona |
Montanaro |
Montauro |
Montazzoli |
Monte Argentario |
Monte Argentario Santo Stefano |
Monte Bondone |
Monte Castello di Vibiodoglio |
Monte Castello Vibio |
Monte Cerignone |
Monte Colombo |
Monte Compatri |
Monte Gridolfo |
Monte Isola |
Monte Porzio |
Monte Porzio Catone |
Monte Romano |
Monte Sant'Angelo |
Monte San Biagio |
Monte San Giusto |
Monte Sanpietrangeli |
Monte San Pietro Calderino |
Monte San Savino |
Monte Santa Maria Tiberina |
Monte San Giovanni |
Monte San Savino |
Monte Urano |
Montebello |
Montebello Battaglia |
Montebello Vicentino |
Montebelluna |
Montecalvo Foglia |
Montecarlo |
Montecassiano |
Montecatini Terme |
Montecatini Val Cecina Buriano |
Montecchio |
Montecchio Emilia |
Montecchio Maggiore |
Montechiarugolo |
Monteciccardo |
Montecopiolo |
Montecorice |
Montecorvino Rovella |
Montecosaro |
Montecreto |
Montedinove |
Montedivalli |
Montedoro |
Montefalco |
Montefalcone |
Montefalcone Appennino |
Montefiascone |
Montefiore Aso |
Montefiore Conca |
Montefiorino |
Montefiorino Farneta |
Monteforte Alpone |
Montefortino |
Montefranco |
Montefredane |
Montegabbiano |
Montegabbione |
Montegalda |
Montegaldella |
Montegallo |
Montegiorgio |
Montegranaro |
Montegridolfo |
Montegrimano |
Montegrino |
Montegrosso d'Asti |
Montegrotto Terme |
Monteguidi |
Montelabbate |
Monteleone Puglia |
Montelepre |
Montella |
Montelparo |
Montelupo Fiorentino |
Montemarcello |
Montemarciano |
Montemarciano Marina |
Montemerano |
Montemignaio |
Montemiletto |
Montemonaco |
Montenero |
Montenero Bisaccia |
Montenero di Bisaccia |
Montenero Sabino |
Monteortone |
Montepaone |
Montepaone Lido |
Montepradone |
Monteprandone |
Montepulciano |
Montepulciano Staz. |
Monterado |
Montereale |
Montereale Valcellin |
Montereale Valcellina |
Monterenzio |
Monteriggioni |
Monteroduni |
Monteroni d'Arbia |
Monterosi |
Monterosso al Mare |
Monterosso Grana |
Monterosso Mare |
Monterotondo |
Monterotondo Marittimo |
Monterubbiano |
Montesano Marcellana |
Montesarchio |
Montescaglioso |
Montescano |
Montescudaio |
Montescudo |
Montese |
Montesilvano |
Montesilvano Marina |
Montesilvano Pescara |
Montespertoli |
Montevarchi |
Montevecchia |
Monteveglio |
Monteverde |
Monteverdi Marittimo |
Monteviale |
Montezemolo |
Montiano |
Monticelli Brusati |
Monticelli Terme |
Monticelli Terme Mon. |
Montichiari |
Monticiano |
Montieri |
Montiglio |
Montignoso |
Montignoso Cinquale |
Montjovet |
Montoggio |
Montone |
Montopoli Val d'Arno |
Montorfano |
Montorio |
Montorio al Vomano |
Montorio Frentani |
Montorio Inferiore |
Montorio Vomano |
Montorso Vicentino |
Montu Beccaria |
Monvalle |
Monza |
Monza e Brianza |
Monzanbano |
Monzone |
Monzuno |
Morano Calabro |
Morbegno |
Morciano di Leuca |
Morciano di Romagna |
Morcone |
Mordano |
Moresco |
Moretta |
Morfasso |
Morgex |
Mori |
Mormanno |
Mornago |
Morrovalle |
Morsasco |
Mortara |
Mortegliano |
Mosciano S.angelo |
Mosciano Sant' Angelo |
Moscufo |
Moso in Passiria |
Motta di Livenza |
Motta S.anastasia |
Motta Sant'Anastasia |
Motta sulla Secchia |
Mottalciata |
Mozzagrogna |
Mozzo |
Muccia |
Muggia |
Mugnano di Napoli |
Mulazzo |
Mura |
Muravera |
Murazzano |
Murisengo |
Murlo |
Muro Leccese |
Muro Lucano |
Musile di Piave |
Mussolente |
Muzzana del Turgnano

## N
Nago Torbole |
Nago Torbole Nago |
Nalles |
Nanno |
Napels (metropolitane stad) | 
Napels (provincie) |
Napels (stad) |
Napoli |
Napoli Massa Lubrense |
Narcao |
Nardò |
Narni |
Narzole |
Nas Sciaves |
Naturno |
Navelli |
Naz Sciaves |
Nebbiuno |
Nebida |
Negrar |
Nembro |
Nemi |
Nerola |
Nervi |
Nerviano |
Nesso |
Nettuno |
Nevegal |
Nibbiano |
Nichelino |
Nicolosi |
Nicosia |
Nicotera |
Niella Belbo |
Niella Tanaro |
Nizza di Sicilia |
Nizza Monferrato |
Noale |
Nocera Inferiore |
Nocera Tirinese |
Nocera Torinese |
Nocera Umbra |
Noceto |
Noci |
Nogara |
Nogarole Rocca |
Nola |
Nola San Vitaliano |
Noli |
None |
Norcia |
Nosellari |
Notaresco |
Noto |
Nova Levante |
Nova Ponente |
Nova Siri |
Novafeltria |
Novalesa |
Novara (provincie) |
Novara (stad) |
Nove |
Novellara |
Novello |
Noventa di Piave |
Noventa Padovana |
Noventa Vicentina |
Novi Ligure |
Novi Velia |
Nulvi |
Numana |
Nuoro (provincie) |
Nuoro (stad) |
Nurachi |
Nuraminis |
Nus |
Nusco

## O
Occhieppo Inferiore |
Occhiobello |
Ocre |
Oderzo |
Odolo |
Offagna |
Offanengo |
Offida |
Oggebbio |
Oggiono |
Ogliastra |
Ogliastro Cilento |
Olbia |
Olbia-Tempio |
Oleggio |
Olgiate Comasco |
Olgiate Molgora |
Olginate |
Oliena |
Oliveri |
Oliveto Citra |
Ollomont |
Olmi di Treviso |
Olmo al Brembo |
Oltre Il Colle |
Oltre Il Colle Zambla Alta |
Ome |
Omegna |
Onna |
Onore |
Opera |
Opi |
Oppido Lucano |
Ora |
Orapia |
Orbassano |
Orbetello |
Orbetello Albinia |
Orbetello Fonteblanda |
Orbetello Talamone |
Orciano di Pesaro |
Orgosolo |
Oriago |
Oricola |
Oriolo |
Oristano (provincie) |
Oristano (stad) |
Ormea |
Orosei |
Orsago |
Orsara di Puglia |
Orsogna |
Orta |
Orta Nova |
Orta San Giulio |
Orta San Giulio No |
Orte |
Ortelle |
Ortisei |
Ortona |
Ortonovo |
Ortueri |
Orvieto |
Orvieto Ficulle |
Orvinio |
Orzinuovi |
Orzivecchi |
Osasco |
Oschiri |
Osiglia |
Osimo |
Osio Sotto |
Osoppo |
Ospedaletti |
Ospedaletto |
Ospedaletto Alpinolo |
Ospedaletto Euganeo |
Ospedaletto Gemona |
Ospedalicchio |
Ospitale Frignano |
Ossana |
Ossona |
Ostellato |
Ostiglia |
Ostra |
Ostuni |
Otranto |
Otranto Lecce |
Otricoli |
Ottaviano |
Ottiglio |
Ottone |
Oulx |
Ovada |
Ovaro |
Oviglio |
Ovindoli |
Oyace |
Ozieri |
Ozzano Emilia Mercatale |
Ozzano Monferrato

## P
Pacengo |
Pacentro |
Pachino Marzamemi |
Paciano |
Padanië |
Padenghe sul Garda |
Padergnone |
Paderno d'Adda |
Paderno del Grappa |
Paderno Dugnano |
Paderno Franciacorta |
Padola |
Padua (provincie) |
Padua (stad) |
Padula |
Padule |
Padus |
Paes.a |
Paesana |
Paese |
Paestum |
Paestum Capaccio |
Paganica |
Paganico |
Pagnona |
Palagano |
Palagiano |
Palaia |
Palau |
Palazzago |
Palazzo Pignano |
Palazzo San Gervasio |
Palazzolo Acreide |
Palazzolo Olio |
Palazzolo Stella |
Palazzolo sull'oglio |
Palazzuolo sul Senio |
Palena |
Palermo (provincie) |
Palermo (stad) |
Palestrina |
Paliano |
Palinuro |
Palmanova |
Palmi |
Palmoli |
Palombaro |
Palu' del Fersina |
Paluzza |
Pamparato |
Panarea |
Panchià |
Panicale |
Panni |
Pantano |
Pantelleria |
Paola |
Paolisi |
Parabiago |
Paratico |
Parcines |
Parenti |
Pareto |
Parghelia |
Parma (provincie) |
Parma (stad) |
Paroldo |
Parrano |
Parre |
Partinico |
Pasian di Prato |
Pasiano di Pordenone |
Passignano sul Trasimeno |
Passignano Trasimeno |
Passo del Tonale |
Passo Pordoi |
Passo Rolle |
Pastrengo |
Pasturo |
Paterno |
Paternò |
Pattada |
Patti |
Paularo |
Paulilatino |
Pavia (provincie) |
Pavia (stad) |
Pavia di Udine |
Pavone Canavese |
Pavullo nel Frignano |
Peccioli |
Pecetto Torinese |
Pedara |
Pedaso |
Pedavena |
Pedemonte |
Pederobba |
Pedesina |
Pedivigliano |
Pedrengo |
Peglio |
Peia |
Peio |
Peio Terme |
Pejo |
Pelago |
Pellaro |
Pellegrino Parmense |
Pellizzano |
Pelugo |
Penango |
Penna Sant'Aandrea |
Penna San Giovanni |
Pennabilli |
Pennapiedimonte |
Penne |
Penzale |
Pera di Fassa |
Perano |
Perca |
Perdasdefogu |
Perdifumo |
Perfugas |
Pergine Valdarno |
Pergine Valsugana |
Pergola |
Perinaldo |
Perledo |
Perloz |
Pero |
Perugia (provincie) |
Perugia (stad) |
Perugia Cenerente |
Pesaro |
Pesaro e Urbino |
Pescaglia |
Pescantina |
Pescara (provincie) |
Pescara (stad) |
Pescasseroli |
Pescate |
Pesche |
Peschici |
Peschici Isola di Varano |
Peschiera Borromeo |
Peschiera del Garda |
Pescia |
Pescina |
Pescocostanzo |
Pescolanciano |
Pescopagano |
Pescopennataro |
Pescorocchiano |
Pessinetto |
Petilia Policastro |
Petralia Sottana |
Petricci |
Petritoli |
Pettenasco |
Pettineo |
Peveragno |
Pezzaze |
Piacenza (provincie) |
Piacenza (stad) |
Piadena |
Pian Camuno |
Pian di Scò |
Piana Crixia |
Pianaccio |
Piancastagnaio |
Piancogno |
Piandelagotti |
Piandimeleto |
Pianella |
Pianello Val Tidone |
Pianengo |
Pianezza |
Pianezze |
Pianfei |
Piano di Sorrento |
Piano Lago |
Pianoro |
Pianosinatico |
Piatto |
Piazza al Serchio |
Piazza Armerina |
Piazza Brembana |
Piazzatorre |
Piazzola sul Brenta |
Piazzolo |
Picciame |
Picciano |
Piccione |
Picerno |
Picinisco |
Piedicavallo |
Piediluco |
Piedimonte Matese |
Piedimonte San Germano |
Piegaro |
Pienza |
Pietra de' Giorgi |
Pietra Ligure |
Pietracamela |
Pietralunga |
Pietramala |
Pietramurata |
Pietrapaola |
Pietrapertosa |
Pietraperzia |
Pietraporzio |
Pietrasanta |
Pietrasanta Marina |
Pietrelcina |
Pieve a Nievole |
Pieve Albignola |
Pieve d'Alpago |
Pieve del Cairo |
Pieve di Cadore |
Pieve di Cento |
Pieve di Ledro |
Pieve di Soligo |
Pieve di Teco |
Pieve Emanuele |
Pieve Santo Stefano |
Pieve Tesino |
Pievepelago |
Pigna |
Pignola |
Pignone |
Pilastro |
Pimonte |
Pinarella |
Pinerolo |
Pineto |
Pino Lago Maggiore |
Pino Torinese |
Pinzolo |
Piobbico |
Piobesi d'Alba |
Piobesi Torinese |
Piode |
Pioltello |
Piombino |
Piombino Dese |
Pioraco |
Piove di Sacco |
Piovene Rocchette |
Piovera |
Piozzano |
Piraino |
Pisa (provincie) |
Pisa (stad) |
Pisa Tirrenia |
Pisciotta |
Pisogne |
Pisticci |
Pistoia (provincie) |
Pistoia (stad) |
Piteglio |
Pitigliano |
Piuro |
Piverone |
Pizzo |
Pizzoferrato |
Pizzoli |
Platania |
Plaus |
Plesio |
Po |
Pocenia |
Poderi di Montemerano |
Poffabro |
Pofi |
Poggibonsi |
Poggio |
Poggio a Caiano |
Poggio Catino |
Poggio di Ancona |
Poggio Mirteto |
Poggio Moiano |
Poggio Murella |
Poggio Picenze |
Poggio Renatico |
Poggio Rusco |
Poggio San Marcello |
Poggio Terzarmata |
Poggiodomo |
Poggiorsini |
Poggiridenti |
Pognana Lario |
Poirino |
Polcenigo |
Policastro Bussentino |
Policoro |
Polignano a Mare |
Polinago |
Polino |
Polistena |
Polizzi Generosa |
Polla |
Pollein |
Pollenza |
Pollica |
Pollina |
Pollina Finale |
Pollone |
Polverigi |
Pomarance |
Pomaretto |
Pomarico |
Pomezia |
Pomigliano d'Arco |
Pomonte (Marciana) |
Pomonte (Scansano) |
Pompeï |
Pomponesco |
Ponsacco |
Pont Canavese |
Pont Saint Martin |
Pontassieve |
Pontboset |
Ponte a Poppi |
Ponte a Serraglio |
Ponte Buggianese |
Ponte dell'olio |
Ponte della Priula |
Ponte di Legno |
Ponte di Piave |
Ponte Gardena |
Ponte nelle Alpi |
Ponte San Giovanni |
Ponte San Nicolo' |
Ponte Valleceppi |
Ponte Venturina |
Pontebba |
Pontecagnano |
Pontecagnano Faiano |
Pontechianale |
Pontecorvo |
Pontecurone |
Pontedera |
Pontelatone |
Pontelongo |
Pontenure |
Pontey |
Ponti sul Mincio |
Pontinia |
Pontinvrea |
Pontremoli |
Ponza |
Ponzano Veneto |
Ponzone |
Popoli |
Poppi |
Porcari |
Porcia |
Pordenone (provincie) |
Pordenone (stad) |
Porlezza |
Pornassio |
Porrena |
Porretta Terme |
Porretta Terme Bo |
Portico San Benedetto |
Portico San Benedetto Alpe |
Portigliola |
Porto Azzurro |
Porto Ceresio |
Porto Cervo |
Porto Cesareo |
Porto d' Ascoli |
Porto Empedocle |
Porto Ercole |
Porto Garibaldi |
Porto Mantovano |
Porto Mantovano Bancole |
Porto Potenza Picena |
Porto Recanati |
Porto Rotondo |
Porto Santo Stefano |
Porto Sant'Elpidio |
Porto San Giorgio |
Porto S.Stefano |
Porto San Giorgio |
Porto Tolle |
Porto Tolle Ca Tiepolo |
Porto Torres |
Porto Valtravaglia |
Porto Venere |
Porto Viro |
Portobuffole' |
Portocannone |
Portoferraio |
Portofino |
Portogruaro |
Portomaggiore |
Portopalo C. Passero |
Portopalo Capo Passero |
Portoscuso |
Posada |
Posina |
Positano |
Possagno |
Postal |
Postua |
Potenza (provincie) |
Potenza (stad) |
Potenza Picena |
Pove del Grappa |
Povegliano |
Povegliano Veronese |
Poviglio |
Povo |
Povolaro |
Pozza di Fassa |
Pozzale |
Pozzallo |
Pozzilli |
Pozzolengo |
Pozzolo Formigaro |
Pozzuoli |
Pracchia |
Pradalunga |
Pradleves |
Pragelato |
Praia a Mare |
Praiano |
Prali |
Pralormo |
Pralungo |
Prata di Pordenone |
Prato (provincie) |
Prato (stad) |
Prato allo Stelvio |
Prato Carnico |
Prato Florence |
Pratola Peligna |
Pravisdomini |
Pre Saint Didier Verrand |
Pre' Saint Didier |
Preci |
Predappio |
Predazzo |
Predoi |
Predore |
Preganziol |
Pregasina |
Pregnana Milanese |
Premana |
Premeno |
Premia |
Premilcuore |
Premolo |
Prepotto |
Presicce |
Pretoro |
Primiero |
Primolano |
Priolo Gargallo |
Procchio |
Procida |
Prossedi |
Proves |
Prunetta |
Prunetto |
Puglia |
Puianello |
Pula |
Pula Is Molas |
Pulfero |
Pulsano |
Punta Ala |
Punta Marina |
Punta Sabbioni |
Puntone |
Puos d'Alpago |
Putignano

## Q
Quara |
Quarna Sopra |
Quarona |
Quarrata |
Quart |
Quarto d'Altino |
Quarto Inferiore |
Quartu Sant'Elena |
Quartu S.elena |
Quattro Castella |
Querceta |
Querciola |
Quincinetto |
Quinto di Treviso |
Quinzano d'Oglio

## R
Rabbi |
Rabbi Bagni |
Racconigi |
Racines |
Radda in Chianti |
Radicofani |
Radicondoli |
Ragusa (provincie) |
Ragusa (stad) |
Raiano |
Ramiseto |
Ranco |
Ranco Lago Maggiore |
Ranco-varese |
Randazzo |
Rapagnano |
Rapallo |
Rapallo San Michele Pagana |
Rapolano Terme |
Rastignano |
Rasun |
Rasun Anterselva |
Ravanusa |
Ravascletto |
Ravello |
Ravenna (provincie) |
Ravenna (stad) |
Ravina |
Re |
Recanati |
Recco |
Recoaro Terme |
Regalbuto |
Reggello |
Reggio Calabria (provincie) |
Reggio Calabria (stad) |
Reggio Emilia (provincie) |
Reggio Emilia (stad) |
Reggiolo |
Reitano |
Remanzacco |
Rende |
Renon |
Reschen |
Reschenmeer |
Resia |
Resiutta |
Resuttano |
Retorbido |
Rettorgole |
Revere |
Revine Lago |
Revo |
Revo' |
Rezzanello |
Rezzato |
Rezzo |
Rezzoaglio |
Rhemes Notre Dame |
Rhemes Notre Dame Bruil |
Rho |
Ribera |
Ricadi |
Riccia |
Riccione |
Ricco' Golfo Spezia |
Rieti (provincie) |
Rieti (stad) |
Rieti Terminillo |
Rifiano |
Rifreddo |
Rignano Flaminio |
Rignano sull'Arno |
Rigolato |
Rigoli |
Rima San Giuseppe |
Rimella |
Rimini (provincie) |
Rimini (stad) |
Rio di Pusteria |
Rio di Pusterla |
Rio Marina |
Rio nell'elba |
Riolo Terme |
Riolunato |
Riomaggiore |
Rionero in Vulture |
Rioveggio |
Ripa Teatina |
Riparbella |
Ripatransone |
Riposto |
Rispescia |
Riva del Garda |
Riva del Garda Varone |
Riva di Vallarsa |
Riva Trigoso |
Rivabella |
Rivadelgarda |
Rivalta di Torino |
Rivalta Scrivia |
Rivamonte Agordino |
Rivanazzano |
Rivarolo Canavese |
Rivarossa |
Rivazzurra |
Rivello |
Rivergaro |
Rivisondoli |
Rivoli |
Rivotorto |
Roana |
Roana Cesuna |
Roana Mezzaselva |
Robbio |
Robella |
Robilante |
Roburent |
Rocca d'Arazzo |
Rocca di Cambio |
Rocca di Mezzo |
Rocca di Papa |
Rocca Imperiale |
Rocca Pia |
Rocca Pietore |
Rocca Priora |
Rocca San Giovanni |
Rocca Santa Maria |
Roccabascerana |
Roccabruna |
Roccaforte Mondovì |
Roccalbegna |
Roccalbenga |
Roccalumera |
Roccamandolfi |
Roccamonfina |
Roccaraso |
Roccascalegna |
Roccaspinalveti |
Roccastrada |
Roccaverano |
Roccavignale |
Roccavione |
Roccella Ionica |
Roccella Jonica |
Rocchetta di Vara Suvero |
Rocchetta e Croce |
Rocchetta Nervina |
Roddi |
Rodeneck |
Rodengo |
Rodengo Saiano |
Rodi Garganico |
Rodi Milici |
Rodigo |
Roe' Volciano |
Rogliano |
Roisan |
Rolo |
Rome |
Roma Lido Ostia |
Romagnano Sesia |
Romagnese |
Romallo |
Romano Canavese |
Romano d'ezzelino |
Romano di Lombardia |
Romans Isonzo |
Rome (provincie) |
Rome |
Romeno |
Romeno Salter |
Romito Magra |
Roncade |
Roncadelle |
Roncegno |
Ronchi |
Ronchi dei Legionari |
Ronchi di Ala |
Ronchis |
Ronciglione |
Ronco Adige |
Ronco all'Adige |
Roncobello |
Roncofreddo |
Roncola |
Roncone |
Roncoscaglia |
Ronta (Borgo San Lorenzo) |
Ronta (Cesena) |
Ronzo Chienis |
Ronzone |
Roppolo |
Rora' |
Rosarno |
Rosate |
Rosciano |
Rosello |
Roseto Abruzzi |
Roseto Capo Spulico |
Roseto degli Abruzzi |
Rosia |
Rosignano Marittimo |
Rosignano Solvay |
Rosolina |
Rosolina Mare |
Rosolini |
Rosora |
Rossano |
Rossiglione |
Rosta |
Rota d'Imagna |
Rotello |
Rotonda |
Rotondella |
Rotondi |
Rotzo |
Rovello Porro |
Roverchiara |
Rovere della Luna |
Rovere Rocca di Mezz |
Rovere' della Luna |
Rovere' Veronese |
Roveredo in Piano |
Rovereto |
Rovescala |
Rovetta |
Rovigo (provincie) |
Rovigo (stad) |
Rovolon |
Rozzano |
Rubano |
Rubiana |
Rubiera |
Ruffano |
Ruffre |
Ruffre Passo Mendola |
Ruffre' |
Rufina |
Ruino Pometo |
Rumo |
Rumo Mocenigo |
Russi |
Ruta di Camogli |
Ruvo di Puglia

## S
Sabaudia |
Sabbioneta |
Sacile |
Sacrofano |
Saint-Christophe |
Saint Denis |
Saint-Nicolas |
Saint-Oyen |
Saint-Pierre |
Saint-Rhemy |
Saint-Vincent |
Sal Quirico Orcia |
Sala Baganza |
Sala Consilina |
Salandra Scalo |
Sale |
Sale Marasino |
Salemi |
Salerno (provincie) |
Salerno (stad) |
Salerno Paestum Capaccio |
San Marco Castellalba |
Salice Salentino |
Salice Terme |
Salò |
Salorno |
Salsomaggiore Terme |
Saltino |
Salto di Fondi |
Saludecio |
Saluzzo |
Salvarosa |
Salve |
Sambuca Pistoiese |
Sambuco |
Samone |
Samone |
Sampeyre |
Sampierdarena |
Samo |
San Baronto |
San Bartolomeo Mare |
San Bassano |
San Benedetto Belbo |
San Benedetto del Tronto |
San Benedetto di Lugana |
San Benedetto Marsi |
San Benedetto Po |
San Benedetto Tronto |
San Benedetto Ullano |
San Benedetto Val di Sambro |
San Bonifacio |
San Candido |
San Canzian d'Isonzo |
San Casciano Bagni |
San Casciano dei Bagni |
San Casciano Val di Pesa |
San Casciano Val Pesa |
San Cataldo |
San Cesario sul Panaro |
San Colombano Lambro |
San Costantino Albanese |
San Costantino Rivello |
San Costanzo |
San Cristoforo al Lago |
San Damiano |
San Damiano d'Asti |
San Daniele del Friuli |
San Demetrio Corone |
San Domino |
San Dona di Piave |
San Dona' di Piave |
San Donato Milanese |
San Donato Val Comino |
San Donnino di Campi |
San Dorligo Valle |
San Felice Benaco |
San Felice Circeo |
San Felice del Benaco |
San Ferdinando |
San Ferdinando Puglia |
San Fior |
San Fiora |
San Floriano Collio |
San Floriano del Collio |
San Foca |
San Fratello |
San Gavino Monreale |
San Gemini |
San Genesio |
San Genesio Atesino |
San Germano Berici |
San Germano Vercellese |
San Giacomo di Veglia |
San Gimignano |
San Ginesio |
San Giorgio a Cremano |
San Giorgio a Liri |
San Giorgio del Sannio |
San Giorgio di Mantova |
San Giorgio di Nogaro |
San Giorgio di Piano |
San Giorgio in Bosco |
San Giorgio Monferrato |
San Giovanni a Piro |
San Giovanni Asso |
San Giovanni Fiore |
San Giovanni in Fiore |
San Giovanni La Punta |
San Giovanni Lupatoto |
San Giovanni Natisone |
San Giovanni in Persiceto |
San Giovanni Rotondo |
San Giovanni Suergiu |
San Giovanni Valdarno |
San Giuliano (Castelvetro Piacentino) |
San Giuliano (Cologno Monzese) |
San Giuliano Milanese |
San Giuliano Nuovo |
San Giuliano di Puglia |
San Giuliano del Sannio |
San Giuliano Terme |
San Giuliano Terme Rigoli |
San Giuliano Vecchio |
San Giuseppe Comacchio |
San Giustino |
San Giusto Canavese |
San Godenzo |
San Gregorio di Camin |
San Gregorio di Catania |
San Gregorio Matese |
San Gregorio nelle Alpi |
Sankt Pankraz |
San Lazzaro Savena |
San Leo |
San Leonardo |
San Leonardo in Passiria |
San Leonardo Passiria |
San Leucio del Sannio |
San Liberato |
San Lorenzo |
San Lorenzo |
San Lorenzo al Mare |
San Lorenzo di Sebato |
San Lorenzo in Banale |
San Lorenzo in Campo |
San Lorenzo Nuovo |
San Lucido |
San Mango d'Aquino |
San Marcello |
San Marcello Pistoiese |
San Marino |
San Marino Domagnano |
San Marino Serravalle |
San Martino |
San Martino al Cimino |
San Martino Alfieri |
San Martino Bon Albergo |
San Martino di Castrozza |
San Martino di Lupari |
San Martino in Badia |
San Martino in Passiria |
San Martino Pensilis |
San Martino Siccomario |
San Marzanotto |
San Massimo |
San Maurizio Canavese |
San Maurizio d'Opaglio |
San Mauro Castelverde |
San Mauro Cilento |
San Mauro di Saline |
San Mauro Pascoli |
San Mauro Torinese |
San Menaio |
San Michele all'Adige |
San Michele al Tagliamento |
San Michele di Bari |
San Michele di Ganzaria |
San Michele Mondovì |
San Miniato |
San Nazario |
San Nazzaro d'Ongina |
San Nicola Arcella |
San Nicola La Strada |
San Nicola Manfredi |
San Nicolò di Ricadi |
San Pancrazio |
San Pantaleo |
San Paolo Cervo |
San Pelino di Avezzano |
San Pellegrino in Alpe |
San Pellegrino Terme |
San Piero a Sieve |
San Piero in Bagno |
San Piero in Campo |
San Piero Sieve |
San Pietro al Natisone |
San Pietro Apostolo |
San Pietro Cariano |
San Pietro di Cadore |
San Pietro di Feletto |
San Pietro di Legnago |
San Pietro in Bevagna |
San Pietro in Cariano |
San Pietro in Casale |
San Polo |
San Polo d'Enza |
San Polo dei Cavalieri |
San Prisco |
San Prospero |
San Quirico |
San Quirico D'orcia |
San Quirico Orcia |
San Quirino |
San Raffaele Cimena |
San Roberto |
San Rocco a Pilli |
San Romano |
San Romano Garfagnana |
San Salvatore d'Italia |
San Salvatore Telesino |
San Salvo |
San Sebastiano |
San Secondo di Pinerolo |
San Secondo Parmense |
San Sepolcro |
San Severino Lucano |
San Severino Marche |
San Severo |
San Sosti |
San Sperate |
San Teodoro |
San Terenzo |
San Venanzo Ospedaletto |
San Vendemiano |
San Vero Milis |
San Vero Milis Potzu Idu |
San Vigilio |
San Vigilio di Marebbe |
San Vincenzo |
San Vitaliano |
San Vito |
San Vito al Torre |
San Vito Chietino |
San Vito dei Normanni |
San Vito di Cadore |
San Vito di Leguzzano |
San Vito Lo Capo |
San Vito Romano |
San Vito al Tagliamento |
San Vito Taranto |
San Vittore Lazio |
San Vittore Olona |
San Zenone degli Ezzelini |
San Zennone Ezzeglini |
San Zeno Casez |
San Zeno di Montagna |
San Zeno Montagna |
San Zeno Naviglio |
San Zenone Ezzelini |
Sandigliano |
Sandra' |
Sandrigo |
Sangineto |
Sanguinetto |
Sanluri |
Sannazzaro de' Burgondi |
Sannicandro Garganico |
Sannicola |
Sanremo |
Sansepolcro |
Sant'Agata dei Goti |
Sant'Agata di Militello |
Sant'Agata di Puglia |
Sant'Agata Feltria |
Sant'Agata sul Santerno |
Sant'Angelo dei Lombardi |
Sant'Angelo in Vado |
Sant'Angelo Romano |
Sant'Angelo Vado |
Sant'Agnello |
Sant'Agostino |
Sant'Alberto |
Sant'Albino |
Sant'Alessio Siculo |
Sant'Alfio |
Sant'Ambrogio Valpolicella |
Sant'Anna Arresi |
Sant'Anna d'Alfaedo |
Sant'Anna di Chioggia |
Sant'Anna Pelago |
Sant'Antioco |
Sant'Antioco Isola |
Sant'Antonio |
Sant'Antonio abate |
Sant'Antonio di Gallura |
Sant'Antonio in Bosco |
Sant'Antonio Mavignola |
Sant'Antonio Valli |
Sant'Arcangelo |
Sant'Arcangelo Magione |
Sant'Arcangelo di Romagna |
Sant'Arsenio |
Sant'Egidio alla Vibrata |
Sant'Egidio Monte Albino |
Sant'Egidio Vibrata |
Sant'Elia |
Sant'Eraclio |
Sant'Eufemia |
Sant'Eufemia a Maiella |
Sant'Eusanio Sangro |
Sant'Ilario d'Enza |
Sant'Olcese |
Sant'Omero |
Sant'Orsola |
Sant'Orsola Terme |
Santa Caterina dello Jonio |
Santa Caterina Valfurva |
Santa Caterina Villarmosa |
Santa Cesarea Terme |
Santa Cristina |
Santa Cristina Gela |
Santa Cristina Valgardena |
Santa Croce Camerina |
Santa Croce del Lago |
Santa Croce sull'Arno |
Santa Domenica |
Santa Domenica Vittoria |
Santa Flavia |
Santa Giulietta |
Santa Giusta |
Santa Giustina |
Santa Luce |
Santa Lucia |
Santa Lucia di Serino |
Santa Margherita Ligure |
Santa Margherita Staffora |
Santa Margherita del Belice |
Santa Maria a Monte |
Santa Maria a Vico |
Santa Maria al Bagno |
Santa Maria Capua Vetere |
Santa Maria degli Angeli |
Santa Maria del Cedro |
Santa Maria del Piano |
Santa Maria del Taro |
Santa Maria delle Grazie |
Santa Maria di Bobbio |
Santa Maria di Coghinas |
Santa Maria di Leuca |
Santa Maria di Sala |
Santa Maria la Carità |
Santa Maria Maddalena |
Santa Maria Maggiore |
Santa Maria Monte Ponticelli |
Santa Maria Navarrese |
Santa Marina |
Santa Marina Salina |
Santa Marinella |
Santa Sofia |
Santa Sofia Campigna |
Santa Teresa di Gallura |
Santa Venerina |
Santa Vittoria d'Alba |
Santa Vittoria Matenano |
Santena |
Santeramo in Colle |
Santhia' |
Santo Stefano d'Aspromonte |
Santo Stefano Aveto |
Santo Stefano Belbo |
Santo Stefano di Cadore |
Santo Stefano di Camastra |
Santo Stefano Magra |
Santo Stefano Mare |
Santo Stino di Livenza |
Santu Lussurgiu |
Sanzeno |
Sappada |
Sapri |
Saragiolo |
Sarche |
Sardara |
Sardegna |
Sardinië |
Sarentino |
Sarezzo |
Sarmede |
Sarmeola |
Sarnano |
Sarnico |
Sarno |
Sarnonico |
Saronno |
Sarre |
Sarroch |
Sarteano |
Sarzana |
Sassalbo |
Sassari (provincie) |
Sassari (stad) |
Sassello |
Sassello Palo |
Sassetta |
Sasso Marconi |
Sassofeltrio |
Sassoferrato |
Sassuolo |
Satriano |
Saturnia |
Sauris |
Sauze d'oulx |
Savelletri di Fasano |
Savelli di Norcia |
Savigliano |
Savignano Rubicone |
Savignano sul Panaro |
Savignano sul Rubicone |
Savigno |
Savogna d'Isonzo |
Savona (provincie) |
Savona (stad) |
Scafati |
Scala |
Scalea |
Scandiano |
Scandicci |
Scanno |
Scansano Jonico |
Scansano |
Scanzano |
Scanzano Jonico |
Scapezzano |
Scario |
Scarlino |
Scarmagno |
Scarperia |
Schenna |
Scerni |
Scheggino |
Schignano |
Schilpario |
Schio |
Sciacca |
Sciara |
Scicli |
Scilla |
Sclafani Bagni |
Scoglitti |
Scopello |
Scopoli |
Scoppito |
Scordia |
Scorzè |
Seccheto |
Sedegliano |
Sedriano |
Sedrina |
Sefro |
Sega dei Lessini |
Seggiano |
Segni |
Segrate |
Selargius |
Sellano |
Sellia Marina |
Selva dei Molini |
Selva di Cadore |
Selva di Fasano |
Selva di Progno |
Selva di Val Gardena |
Selvazzano Dentro |
Selvino |
Seminara |
Semogo |
Semproniano |
Senago |
Senale San Felice |
Senales |
Senigallia |
Senise Potenza |
Senorbi' |
Sepino |
Sequals |
Seregno |
Seren del Grappa |
Serina |
Serino |
Serle |
Sermide |
Sermoneta |
Serra de'conti |
Serra dei Conti |
Serra Ricco' |
Serra San Bruno |
Serra San Quirico |
Serrada di Folgaria |
Serralunga di Crea |
Serramazzoni |
Serrapetrona |
Serrara Fontana |
Serravalle Bibbiena |
Serravalle all'Adige |
Serravalle di Chienti |
Serravalle di Norcia |
Serravalle Langhe |
Serravalle Pistoiese |
Serravalle Scrivia |
Serre di Rapolano |
Serrone |
Serrungarina |
Servigliano |
Sessa Aurunca |
Sessa Aurunca Baia Domizia |
Sesta Godano |
Sesto |
Sesto Calende |
Sesto di Pusterla |
Sesto Fiorentino |
Sesto San Giovanni |
Sestola |
Sestri Levante |
Sestriere |
Settala |
Settefrati |
Settimo Milanese |
Settimo Torinese |
Settimo Vittone |
Seveso |
Sfruz |
Sgonico |
Sibari |
Sicignano degli Alburni |
Sicilia |
Sicilië |
Sicliy |
Siculiana |
Siderno |
Siena (provincie) |
Siena (stad) |
Siena Castiglione d'Orcia |
Signa |
Silandro |
Silea |
Silicia |
Silvano d'Orba |
Silvi |
Silvi Paese |
Sinalunga |
Siniscola |
Sinnai |
Siponto |
Siracusa |
Siracusa Palazzolo Acreide |
Sirmione |
Sirolo |
Siror |
Sistiana |
Siusi |
Siziano |
Sizzano |
Sluderno |
Smarano |
Soave |
Soci |
Sogliano al Rubicone |
Soiano del Lago |
Solagna |
Solarolo |
Solarolo Rainerio |
Solbiate Olona |
Solda |
Solesino |
Solferino |
Soliera |
Solighetto |
Solignano |
Solimbergo |
Solto Collina |
Somacampagna |
Somaglia |
Somano |
Somma Lombardo |
Sommacampagna |
Sommariva Perno |
Sona |
Sondalo |
Sondrio (provincie) |
Sondrio (stad) |
Sonico |
Sonnino |
Sopramonte |
Sora |
Soraga |
Soragna |
Sorbo San Basile |
Sorbolo |
Soresina |
Sorgono |
Soriano nel Cimino |
Sorico |
Soriso |
Sormano |
Sormano Pian Tivano |
Sorrento |
Sorso |
Sortino |
Sospirolo |
Sossano |
Sotto al Monte Giovanni XXIII |
Sottomarina |
Sovana |
Sover |
Soverato |
Sovere |
Soveria Simeri |
Sovicille |
Sovicille Rosia |
Sovicille San Rocco |
Sparanise |
Sparone |
Spello |
Sperlonga |
Spert |
Spezzano Albanese |
Spezzano della Sila |
Spezzano Piccolo |
Spezzano Sila |
Spiazzi |
Spiazzo |
Spilamberto |
Spilimbergo |
Spinazzola |
Spinea |
Spinetta Marengo |
Spino d'Adda |
Spinone al Lago |
Spoleto |
Spormaggiore |
Sporminore |
Spotorno |
Spresiano |
Squillace |
Staffolo |
Staggia |
Stagno |
Staletti |
Stallavena |
Stanghella |
Statte |
Stazzano |
Stazzema |
Stelvio |
Stenico |
Stezzano |
Stia |
Stiava |
Stigliano |
Stilo |
Stintino |
Storo |
Stra |
Stradella |
Strambino |
Strassoldo |
Strembo |
Stresa |
Stresa Lido |
Strigno |
Stromboli |
Stroncone |
Strongoli |
Strove |
Subbiano |
Suio Terme |
Sulden |
Sulmona |
Sulzano |
Supino |
Susa |
Susegana |
Sutri |
Sutrio |
Suvereto |
Suvero |
Suzzara |
Syracusa |
Syracuse (provincie) |
Syracuse (stad)

## T
Tabiano Bagni |
Taceno |
Taggia |
Tagliacozzo |
Taglio di Po |
Tagliole |
Tagliolo Monferrato |
Taibon Agordino |
Taino |
Taio |
Taipana |
Talamone |
Talana |
Taleggio |
Talla |
Tambre |
Tanaunella |
Taormina |
Tarante (provincie) |
Tarente (stad) |
Tarcento |
Tarquinia |
Tarsia |
Tarsogno |
Tartano |
Tarvisio |
Tarzo |
Tassullo |
Tavarnelle Val di Pesa |
Tavarnuzze |
Tavazzano Villavesco |
Taverna |
Tavarnelle Val di Pesa |
Tavernelle Vicentina |
Taviano |
Tavon |
Tavullia |
Teggiano |
Teglio |
Telese |
Tellaro |
Telti |
Telve |
Tempio Pausania |
Temu' |
Temù |
Tencarola |
Tenna |
Tenno |
Teolo |
Teramo (provincie) |
Teramo (stad) |
Terenten |
Terenzo |
Tergu |
Terlago |
Terlan |
Terlizzi |
Terme di Comano Bleggio Inf. |
Terme di Comano Lomaso |
Terme di Comano |
Terme Vigliatore |
Termeno sulla Strada del Vino |
Termine di Cassola |
Termini Imerese |
Terminillo |
Termoli |
Ternate |
Terni (provincie) |
Terni (stad) |
Terracina |
Terranova di Pollino |
Terranuova Bracciolini |
Terrasini |
Terricciola La Sterza |
Terruggia |
Terzolas |
Tesero |
Tesidio |
Tesimo |
Teulada |
Tezze sul Brenta |
Tezze Val Sugana |
Thiene |
Thiesi |
Tiarno di Sopra |
Tiers |
Tiglieto |
Tignale |
Timau |
Tione di Trento |
Tirano |
Tiriolo |
Tirolo |
Tirrenia |
Titolo |
Tivoli |
Tizzano Val Parma |
Toano |
Tocco Casauria |
Tocco Caudio |
Todi |
Tole' |
Tolentino |
Tollo |
Tolmezzo |
Tombolo |
Ton Vigo di Ton |
Tonadico |
Tonara |
Tonezza Cimone |
Tonezza del Cimone |
Tonfano |
Tor San Lorenzo |
Tor Vaianica |
Torano Castello |
Torano Nuovo |
Torbole sul Garda |
Torcegno |
Torchiara |
Torella dei Lombardi |
Toren van Pisa |
Torgiano |
Torgnon Mongnod |
Torgnon |
Torino di Sangro |
Torno |
Tornolo |
Torre a Mare |
Torre Beretti E Cast |
Torre Cajetani |
Torre del Lago Puccini |
Torre del Greco |
Torre dell'Orso |
Torre Faro |
Torre Grande |
Torre Melissa |
Torre Orsaia |
Torre Passeri |
Torre Pedrera |
Torre Pellice |
Torrebelvicino |
Torreglia |
Torregrotta |
Torremaggiore |
Torrenova |
Torrette di Ancona |
Torri del Benaco |
Torri in Sabina |
Torriana |
Torricella Peligna |
Torricella |
Torriglia |
Torrita di Siena |
Torrita Siena |
Tortolì |
Tortona |
Tortora |
Tortoreto Lido |
Tortoreto Salino |
Tortoreto |
Toscane |
Toscanella |
Toscana |
Toscolano Maderno |
Tossicia |
Tovo San Giacomo |
Trabia |
Tradate |
Trafoi |
Tramatza |
Tramonti di Sotto |
Tramonti |
Trani |
Transacqua |
Trapani (provincie) |
Trapani (stad) |
Trappeto |
Trarego Viggiona |
Trasacco |
Traversella |
Traversetolo |
Traves |
Travo |
Trebaseleghe |
Trebisacce |
Trecase |
Trecate |
Trecchina |
Trecenta |
Tredozio |
Treglio |
Tregnago |
Treia |
Treiso |
Tremenico |
Tremezzo |
Tremosine |
Trente (provincie) |
Trente (stad) |
Trento Male |
Trepido' |
Treppo Carnico |
Trepuzzi |
Trequanda |
Tres.a |
Tresche' Conca |
Trescore Balneario |
Tresigallo |
Tresnuraghes |
Tret |
Trevenzuolo |
Trevi Lazio |
Trevi |
Treviglio |
Trevignano Romano |
Treviolo |
Treviso (provincie) |
Treviso (stad) |
Trezzano Rosa |
Trezzano sul Navigli |
Trezzano sul Naviglio |
Trezzo sull'Adda |
Tricase |
Tricesimo |
Trichiana |
Triëst (provincie) |
Triëst (stad) |
Trinità d'Agultu |
Trinitapoli |
Trino |
Trissino |
Triuggio |
Trivero |
Trivignano Udinese |
Trodena |
Trofarello |
Troia |
Troina |
Tronzano L. Maggiore |
Tronzano Vercellese |
Tropea |
Truccazzano |
Tubre |
Tuenno |
Tufillo |
Tuoro sul Trasimeno |
Turate |
Turbigo |
Turi |
Torino |
Turijn (provincie) |
Turijn (stad) |
Turrivalignani |
Tuscania |
Tuscany Lucca |
Tuscany |
Tyrreense Zee

## U
Udine (provincie) |
Udine (stad) |
Ugento |
Uggiate Trevano |
Ultimo |
Umbertide |
Umbria |
Umbrië |
Urbania |
Urbe |
Urbe Vara Superiore |
Urbino |
Urbisaglia |
Uscio |
Usmate Velate |
Usseglio |
Ussita |
Ustica |
Uzzano

## V
V.la Rosa Martinsic. |
Vada |
Vadena |
Vaggio |
Vagli Sotto |
Vaglia |
Val Canale |
Val di Nizza |
Val di Vizze |
Val Masino |
Val Rezzo |
Valbondione Bondione |
Valbondione Lizzola |
Valbrona |
Valdagno |
Valdaora |
Valderice |
Valdidentro |
Valdieri |
Valdisotto |
Valdobbiadene |
Valduggia |
Valeggio sul Mincio |
Valentano |
Valenza |
Valestra |
Valfabbrica |
Valfloriana |
Valfloriana Casatta |
Valfurva |
Valgioie |
Valgrana |
Valgrisenche |
Vallada Agordina |
Vallarsa |
Valle Aurina |
Valle Castellana |
Valle Castellana San Giacomo |
Valle di Cadore |
Valle di Casies |
Vallecrosia |
Valledolmo |
Valledoria |
Vallefiorita |
Vallerano |
Vallesaccarda |
Valleve |
Valli del Pasubio |
Vallio Terme |
Vallo della Lucania |
Vallombrosa |
Valmadrera |
Valmontone |
Valpelline |
Valprato Soana |
Valsavarenche |
Valsavarenche Degioz |
Valsolda |
Valstrona |
Valtournenche |
Valtournenche Brengaz |
Valtournenche Breuil Cervinia |
Valverde (Pavia) |
Valverde (Sicilië) |
Vandoies |
Vaneze di Bondone |
Varago |
Varallo Sesia |
Varallo Pombia |
Varano de' Melegari |
Varazze |
Varedo |
Varena |
Varenna |
Varese (provincie) |
Varese (stad) |
Varese Ligure |
Varigotti |
Varisella |
Varmo |
Varna |
Varsi |
Varzi |
Varzo |
Varzo Alpe Veglia |
Varzo San Domenico |
Vas |
Vasto |
Vasto Marina |
Vaticaanstad |
Vattaro |
Vattaro Pian dei Pradi |
Vazzola |
Vecchiano |
Veddasca |
Vedelago |
Veglio |
Veleso |
Velletri |
Velo d'Astico |
Velo Veronese |
Velturno |
Venaria |
Venasca |
Vendone |
Venecia Mestre |
Venegono Superiore |
Venetië (provincie) |
Venetië (stad) |
Veneto |
Venezia |
Venezia Cavallino |
Venezia Marghera |
Venezia Mestre |
Venice |
Venice Lido |
Venice Mestre |
Venosa |
Venticano |
Ventimiglia |
Ventotene |
Venturina |
Venzone |
Verano |
Verbania |
Verbania Fondotoce |
Verbania Intra |
Verbania Pallanza |
Verbano Cusio Ossola |
Verceia |
Vercelli (provincie) |
Vercelli (stad) |
Verdellino |
Verduno |
Vergato |
Verghereto |
Vergiate |
Vergiate Corgeno |
Vermezzo |
Vermiglio |
Vermiglio Passo Tonale |
Vernante |
Vernasca |
Vernazza |
Vernio Montepiano |
Vernole |
Verolanuova |
Veroli |
Verone (provincie) |
Verona (stad) |
Veronella |
Verrayes |
Verrès |
Verucchio |
Veruno |
Verzegnis |
Vestenanova |
Vestone |
Vestreno |
Vesuvius |
Vetralla |
Vetto |
Vezza d'Alba |
Vezza d'Oglio |
Vezzano |
Vezzano Ligure |
Via Appia |
Viadana |
Viagrande |
Vianino |
Viano |
Viareggio |
Vibo |
Vibo Valentia (provincie) |
Vibo Valentia (stad) |
Nicotera |
Vibonati |
Vicari |
Vicchio |
Vicchio di Mugello |
Vicenza (provincie) |
Vicenza (stad) |
Vico del Gargano |
Vico Equense |
Vico Gargano |
Vicoforte |
Vicoforte Santuario |
Vidiciatico |
Vieste |
Vietri sul Mare |
Vigarano Mainarda |
Vigevano |
Viggianello |
Viggiano |
Viggiu' |
Vigliano Biellese |
Vignale Monferrato |
Vignate |
Vignola |
Vigo Cavedine |
Vigo di Cadore |
Vigo di Fassa |
Vigo Rendena |
Vigodarzere |
Vigolo |
Vigolo Baselga |
Vigolzone |
Vigonza |
Villa Agnedo |
Villa Castelli |
Villa Celiera |
Villa Collemandina |
Villa d'Agri |
Villa d'Almè |
Villa d'Ogna |
Villa di Chiavenna |
Villa Lagarina |
Villa Minozzo |
Villa Rendena |
Villa San Giovanni |
Villa Santa Maria |
Villa San Pietro |
Villa San Giovanni |
Villa Santina |
Villabassa |
Villacidro |
Villadeati |
Villafranca di Verona |
Villafranca Lunigiana |
Villafranca Tirrena |
Villalago |
Villalvernia |
Villammare |
Villandro |
Villanova d'Albenga |
Villanova d'Asti |
Villanova di Castenaso |
Villanova Mondovì |
Villanova Sull'arda |
Villanova-bologna |
Villanovaforru |
Villapiana |
Villapiccola |
Villaputzu |
Villar Dora |
Villar Pellice |
Villar Perosa |
Villaricca |
Villarosa |
Villasanta |
Villasimius |
Villasor |
Villeneuve |
Villesse |
Villetta Barrea |
Villongo |
Villorba |
Vilminore di Scalve |
Vimercate |
Vimodrone |
Vinadio |
Vinadio Bagni |
Vinchiaturo |
Vinchio |
Vinci |
Vinovo |
Viola |
Viole d'Assisi |
Vione |
Vipiteno |
Virgilio |
Viscovaro |
Viserbella |
Visso |
Viterbo (provincie) |
Viterbo (stad) |
Viticuso |
Vittoria |
Vittorio Veneto |
Vittuone |
Vitulazio |
Vivaro |
Viverone |
Vivo d'Orcia |
Vizzini |
Vizzola Ticino |
Vo |
Vobarno |
Voghera |
Vogogna |
Volano |
Volargne |
Volpago del Montello |
Volpiano |
Volta Mantovana |
Voltago Agordino |
Volterra |
Volvera |
Vulcano

## Z
Zafferana Etnea |
Zagarolo |
Zambrone |
Zanica |
Zapponeta |
Zavattarello |
Zelbio |
Zelo Buon Persico |
Zeme |
Zerba |
Zeri |
Zerman |
Ziano di Fiemme |
Zoagli |
Zocca |
Zogno |
Zola Predosa |
Zoldo Alto |
Zone |
Zoppola |
Zugliano |
Zumaglia |
Zumpano |
Zungri